# Спейс Шаттл (програма)
Програма «Спейс Шаттл» (англ. Space Shuttle program) була четвертою програмою пілотованих космічних польотів, здійсненою Національним управлінням з аеронавтики і дослідження космічного простору (НАСА), у рамках якої в період з 1981 по 2011 рік виконувалися регулярні перевезення екіпажів і вантажів з Землі на орбіту. Її офіційну назву — Космічна транспортна система (Space Transportation System — STS) — було взято з плану 1969 року, де фігурувала «Система космічних кораблів багаторазового використання» — єдиний його пункт, розробка якого була профінансована. У рамках програми було здійснено космічних 135 місій; участь у цій програмі взяли 355 астронавтів із 16 країн, багато з яких здійснили кілька польотів.
Багаторазовий космічний корабель «Спейс Шаттл» складався з орбітального корабля, який виводився на орбіту за допомогою двох багаторазових твердопаливних прискорювачів та одноразового зовнішнього паливного бака. Корабель доставляв на низьку навколоземну орбіту (ННО) до восьми астронавтів і до 23 тонн корисного вантажу. Після завершення своєї місії орбітальний корабель повертався в атмосферу Землі та приземлявся як планер у Космічному центрі імені Кеннеді або на базі ВПС США Едвардс.
Шатл — єдиний пілотований космічний корабель, обладнаний крилами, який досягнув орбіти і здійснив посадку, і перший багаторазовий пілотований космічний корабель, який здійснив кілька польотів на орбіту (подібні можливості мав радянський орбітальний корабель «Буран», але він здійснив лише один політ у космос без екіпажу, після чого програма його розвитку була скасована). Серед місій шатлів — перевезення великогабаритних корисних вантажів на різні орбіти, зокрема на Міжнародну космічну станцію (МКС), забезпечення ротації екіпажів на ній, а також виконання сервісних місій на космічному телескопі «Габбл». Орбітальний корабель також повертав супутники та інші корисні вантажі (наприклад, з МКС) з орбіти на Землю, хоча в такій ролі його використовували рідко. Кожен корабель був розрахований на 100 запусків або 10 років експлуатації. Спочатку планувалося здійснити понад 150 запусків шатлів протягом 15-річного терміну експлуатації, а на піку програми очікувався «запуск щомісяця», але через значні затримки у будуванні Міжнародної космічної станції так часто він ніколи не літав.
Космічні кораблі цього типу в українській мові називають спейс-шатл або просто шатл. Слід зауважити, що, згідно з Українським правописом 2019 року, у назві системи або програми «Спейс Шаттл» слово Шаттл, оскільки це власна назва, пишемо з великої літери і з подвоєною Т, а в назві типу космічного корабля, оскільки це загальна назва, — з маленької і з однією Т: шатл.

## Передумови
Концепція багаторазових космічних кораблів у різних варіантах досліджувалася з кінця 1960-х років. Офіційно програма розпочалася в 1972 році, ставши єдиним напрямком діяльності НАСА в галузі пілотованих польотів у космос після програм «Аполлон», «Скайлаб» і «Союз — Аполлон» у 1975 році. Шатл був спочатку задуманий і представлений громадськості в 1972 році як «космічна вантажівка», яка, серед іншого, була потрібна для побудови в 1980-х роках американської космічної станції на низькій навколоземній орбіті, а потім, на початку 1990-х років, її мав замінити новий транспортний корабель. Плани створення американської космічної станції, які зайшли в глухий кут і згодом перетворилися на Міжнародну космічну станцію(МКС), офіційно ініціював у 1983 році тодішній президент США Рональд Рейган. Однак побудова МКС супроводжувалася тривалими затримками, змінами в конструкції та перевитратами, через що довелося кілька разів подовжувати термін служби шатла аж до 2011 року, коли він був уже остаточно виведений з експлуатації. Таким чином, шатли прослужили удвічі довше, ніж було заплановано спочатку. У 2004 році, згідно з Концепцією дослідження космосу президента Джорджа Буша молодшого, використання шатлів мало бути зосереджене майже виключно на завершенні монтажу МКС, який на той момент значно відставав від графіка.
Перший експериментальний орбітальний корабель «Ентерпрайз» фактично був висотним планером: його запускали з верхньої частини спеціально модифікованого літака Boeing 747 лише з метою проведення початкових тестів із заходження на посадку й приземлення (ALT). Перший випробувальний політ «Ентерпрайза» відбувся 18 лютого 1977 року, лише через п'ять років після офіційного запуску програми «Спейс Шаттл». 12 квітня 1981 року в рамках місії STS-1 був запущений перший багаторазовий космічний корабель «Колумбія». Останньою місією програми «Спейс Шаттл» стала STS-135, яку здійснив корабель «Атлантіс» у липні 2011 року; це був останній політ шатла. 31 серпня 2011 року програма «Спейс Шаттл» офіційно завершилася.

## Концепція й розробка

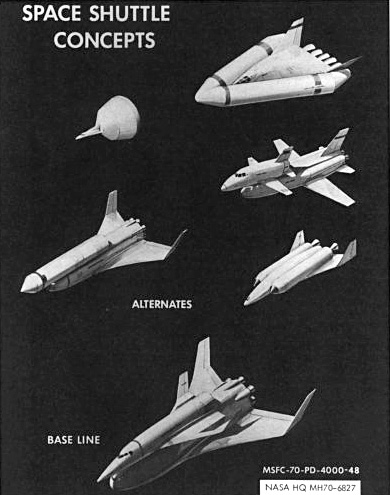
Ранні концепції американських космічних шатлів.

У жовтні 1968 року, ще до висадки «Аполлона-11» на Місяць, НАСА розпочало дослідження проєктів космічних шатлів. Перші дослідження отримали назву «Фаза А», а з червня 1970 року почалася «Фаза Б» з детальнішими й конкретнішими розрахунками. Основним призначенням програми «Спейс Шаттл» була підтримка майбутньої орбітальної станції, перевезення щонайменше чотирьох членів екіпажу і близько 9100 кг вантажу, а також можливість швидкої адаптації до майбутніх польотів.
Лідерами стали два проєкти. Один був розроблений інженерами Центру пілотованих космічних польотів, і його відстоював, зокрема, Джордж Мюллер. Це була досить складна двоступенева система з дельтаподібним крилом. Результатом спроб спростити її конструкцію стала модель DC-3, спроєктована Максимом Фаже, який, серед іншого, розробив пілотовану капсулу проєкту «Меркурій». Численні пропозиції надійшли й від різних комерційних компаній, але переважну більшість із них відкинули, оскільки кожна лабораторія НАСА наполягала на власній версії.
Водночас інші команди НАСА пропонували широкий спектр пост-аполлонських місій, деякі з яких коштували б стільки ж, скільки й уся програма «Аполлон» або навіть більше. Кожен із цих проєктів вимагав фінансування, у той час як бюджет НАСА жорстко обмежувався. Урешті-решт у 1969 році віцепрезидентові США Спіро Агню були представлені три проєкти. Найперспективнішим із них вважався проєкт шатла, багато в чому завдяки активній кампанії його прихильників. До 1970 року шатл був обраний як єдиний великий проєкт на короткостроковий період після програми «Аполлон».
Коли фінансування програми опинилося під питанням, виникли побоювання, що проєкт може бути скасований. Це викликало спроби зацікавити Повітряні сили США (USAF) використовувати шатли для своїх місій. USAF виявили помірну зацікавленість, але зажадали більшого транспортного засобу — набагато більшого, ніж передбачали його початкові концепції. НАСА на це погодилося: це було вигідно і для його власних планів. Щоб знизити витрати на розробку отриманих проєктів, були додані бічні прискорювачі («бустери»), від'єднуваний паливний бак, а також зроблено багато інших змін, через які значно знизилася «багаторазовість» і значно збільшилася вартість апарата й експлуатаційні витрати. За сприяння ВПС США система почала набувати робочого вигляду.

## Історія програми

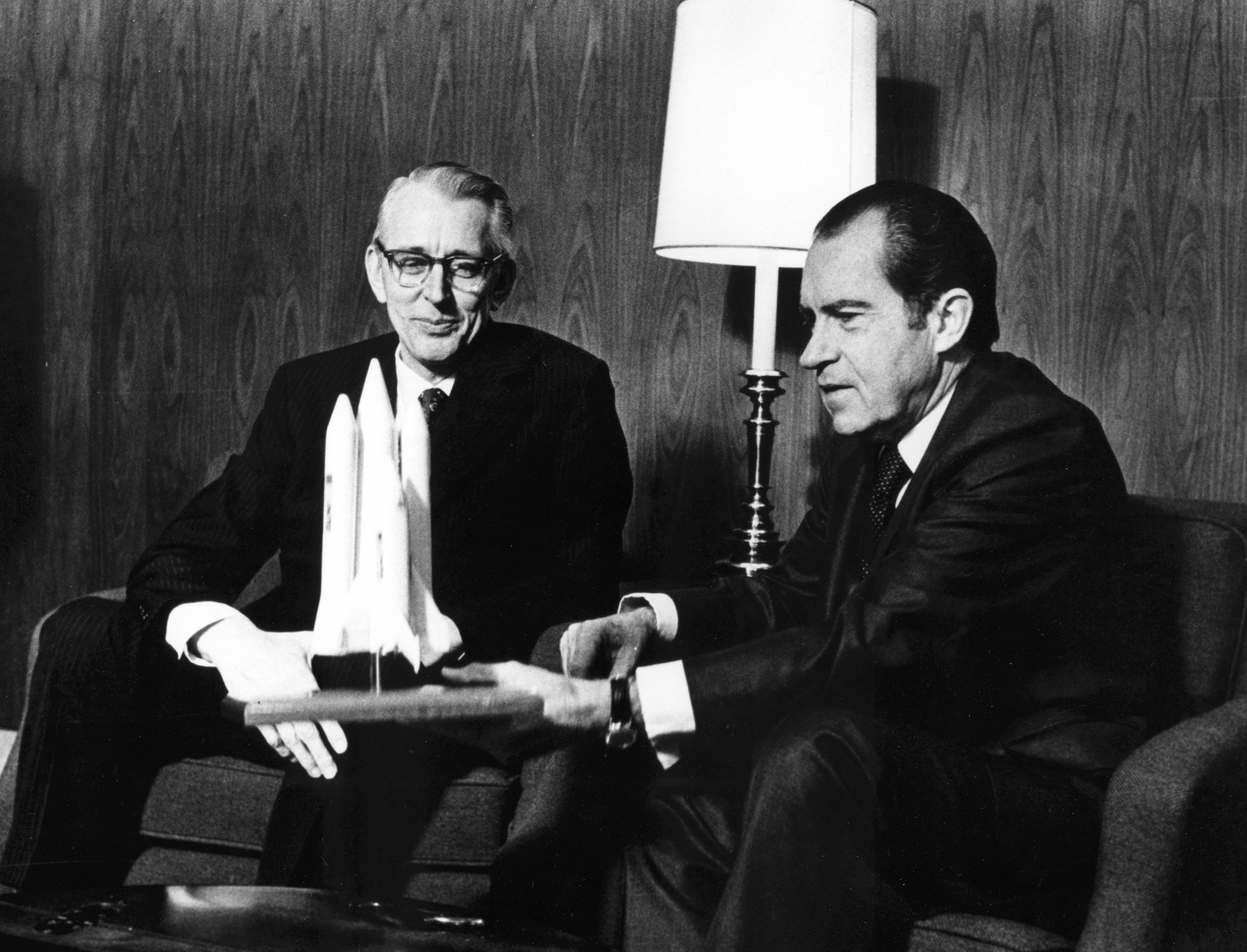
Президент США Річард Ніксон (праворуч) з адміністратором НАСА у січні 1972 року, за три місяці до того, як Конгрес США схвалив фінансування програми «Спейс Шаттл».

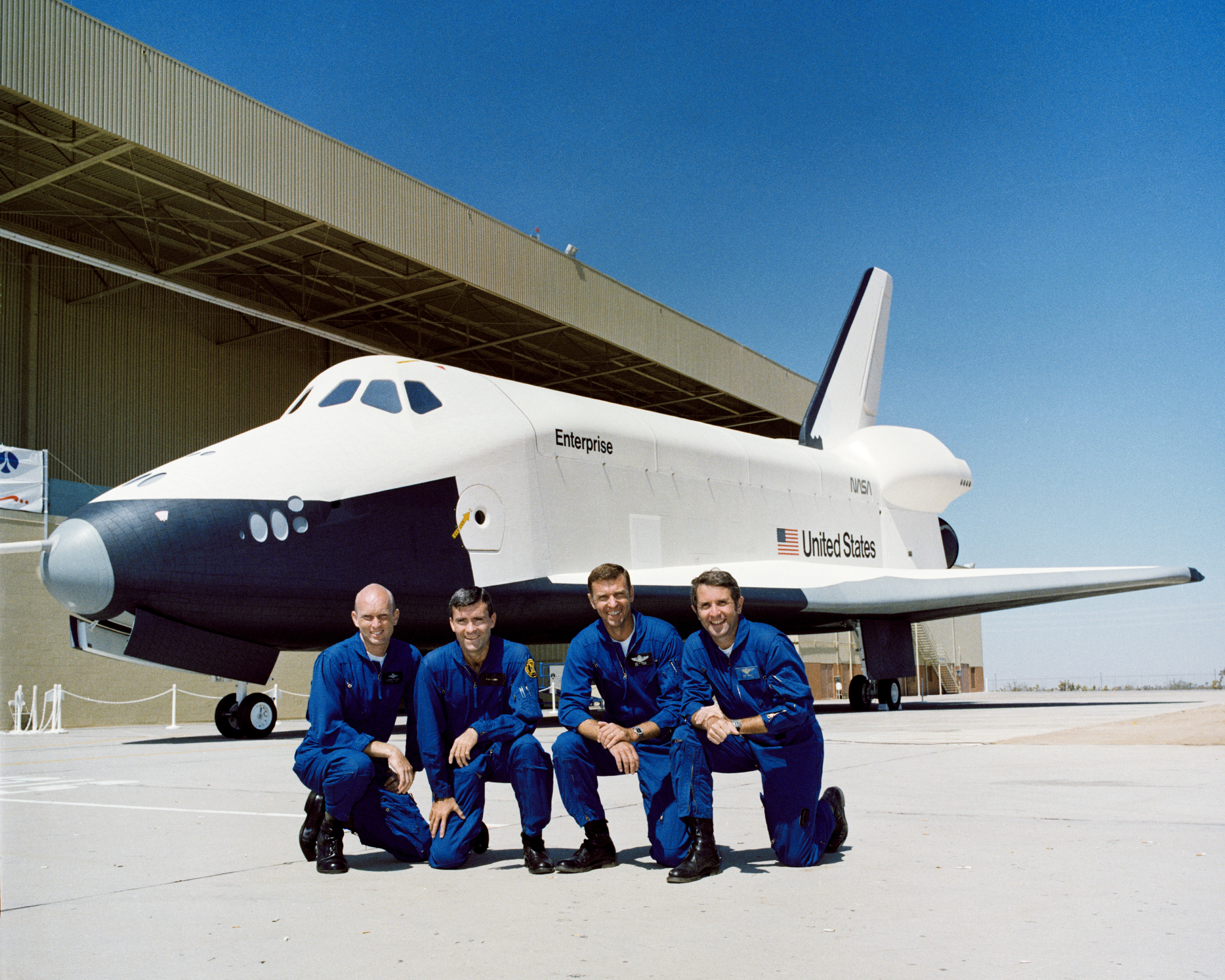
Екіпажі шатлів, які випробовують заходження на посадку та приземлення, 1976 рік.

Усі місії шатлів стартували з Космічного центру ім. Кеннеді (KSC) у Флориді. Деякі цивільні та військові циркумполярні польоти шатлів планувалося робити з авіабази Ванденберг у Каліфорнії, однак після катастрофи шатла «Челленджер» у 1986 році від її використання для запуску шатлів відмовилися. Погодні критерії готовності запуску включали, зокрема, опади, температуру й вологість повітря, хмарність, прогноз щодо блискавок, вітер тощо. Запуск шатла скасовували, коли в нього могла влучити блискавка.
Першим повністю функціональним орбітальним кораблем став шатл «Колумбія» (із номером OV-102), побудований у Палмдейлі, штат Каліфорнія. Його доставили до Космічного центру імені Кеннеді (KSC) 25 березня 1979 року і вперше запустили з екіпажем із двох осіб 12 квітня 1981 року — у 20-ту річницю польоту Юрія Гагаріна (це був збіг обставин, а не святкування ювілею: запуск був запланований на два дні раніше, але через технічну проблему затримався на два дні).
Шатли «Челленджер» (OV-099) було доставлено до KSC у липні 1982 року, «Діскавері» (OV-103) — у листопаді 1983 року, «Атлантіс» (OV-104) — у квітні 1985 року, а «Індевор» (OV-105) — у травні 1991 року. «Челленджер» спершу побудували й використовували як структурний випробувальний зразок — Structural Test Article (STA-099), але згодом його перетворили на повноцінний орбітальний корабель: виявилося, що це дешевше, ніж перетворити шатл «Ентерпрайз» з випробувального на космічний.
24 квітня 1990 року шатл «Діскавері» у рамках місій STS-31 доставив у космос космічний телескоп «Габбл».
На 135 польотів шатлів два з них — «Колумбія» і «Челленджер» — зазнали катастроф, у результаті чого загинули всі члени екіпажів, загалом 14 астронавтів. Розслідування цих катастроф і детальний аналіз їх причин здійснювалися на національному рівні. Ці події спричинили тривалі паузи в запусках: у решту шатлів були внесені відповідні зміни, перш ніж шатли повернулися до польотів. Після катастрофи «Челленджера» в січні 1986 року наступний запуск шатла був відкладений на 32 місяці. Аналогічна 29-місячна затримка сталася після катастрофи «Колумбії» в лютому 2003 року (місія STS-107).
Найдовшою місією шатла був політ STS-80, який тривав 17 днів і 15 годин. Останнім польотом програми «Спейс Шаттл» став STS-135 8 липня 2011 року.
У 2011 році, після того як програма «Спейс Шаттл» була завершена, багато задач, які вона вирішувала, почали виконувати різні державні й приватні космічні кораблі. З 2008 по 2015 рік Міжнародну космічну станцію (МКС) обслуговував автоматичний транспортний корабель ATV, розроблений і створений Європейським космічним агентством (ЄКА). Секретні військові місії виконував безпілотним орбітальний літак ВПС США X-37B. До 2012 року вантажі на МКС вже доставлялися на комерційній основі в рамках програми НАСА Commercial Resupply Services, призначеної для комерційного доставляння вантажів. Ці місії здійснювалися за допомогою частково багаторазового космічного корабля Dragon, створеного компанією SpaceX, а наприкінці 2013 року — космічним кораблем Cygnus компанії Orbital Sciences. Екіпажі на МКС наразі доставляються російським кораблем «Союз», а з 2020 року — капсулою екіпажу SpaceX Dragon 2, яка запускається на багаторазовій ракеті Falcon 9 у рамках програми НАСА Commercial Crew Development, призначеної для комерційних пілотованих кораблів. Компанія Boeing теж розробляє свою капсулу Starliner для обслуговування екіпажу МКС. Її запуск було відкладено, оскільки тестовий політ без екіпажу в грудні 2019 року виявився невдалим, але 20 травня 2022 року безпілотна капсула Starliner уперше пристикувалася до Міжнародної космічної станції. Для місій за межами низької навколоземної орбіти НАСА будує Систему космічних запусків (Space Launch System) і космічний корабель «Оріон», який є частиною програми «Артеміда».
|  |  |  |

## Досягнення

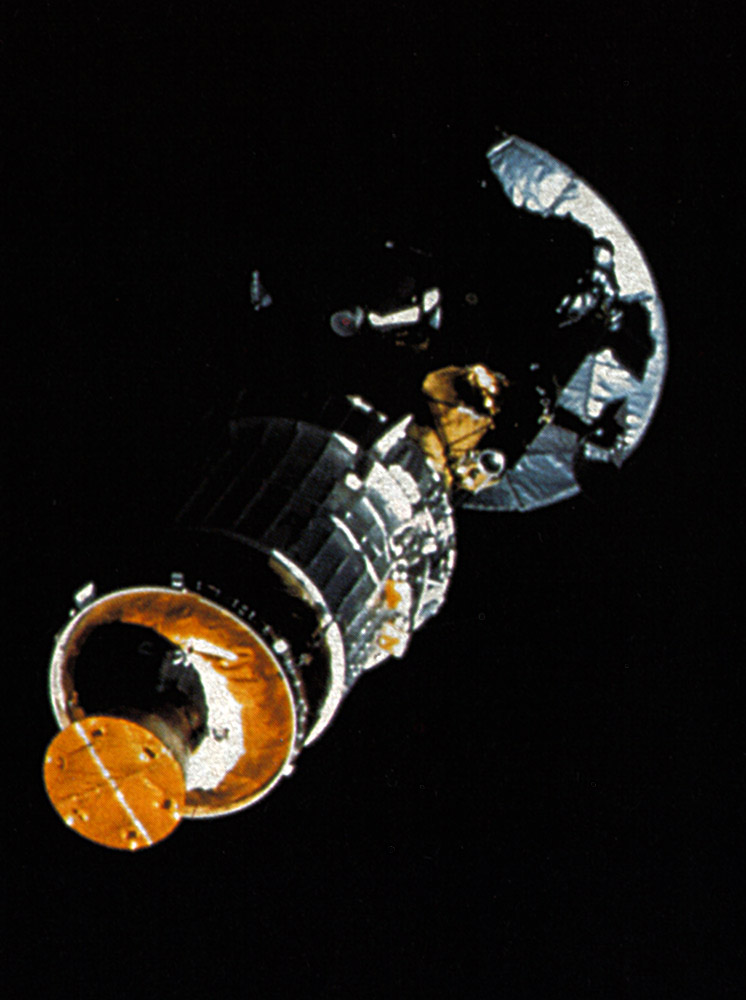
«Галілео» у вільному польоті в космосі після відділення від шатла «Атлантіс», 1989 рік.

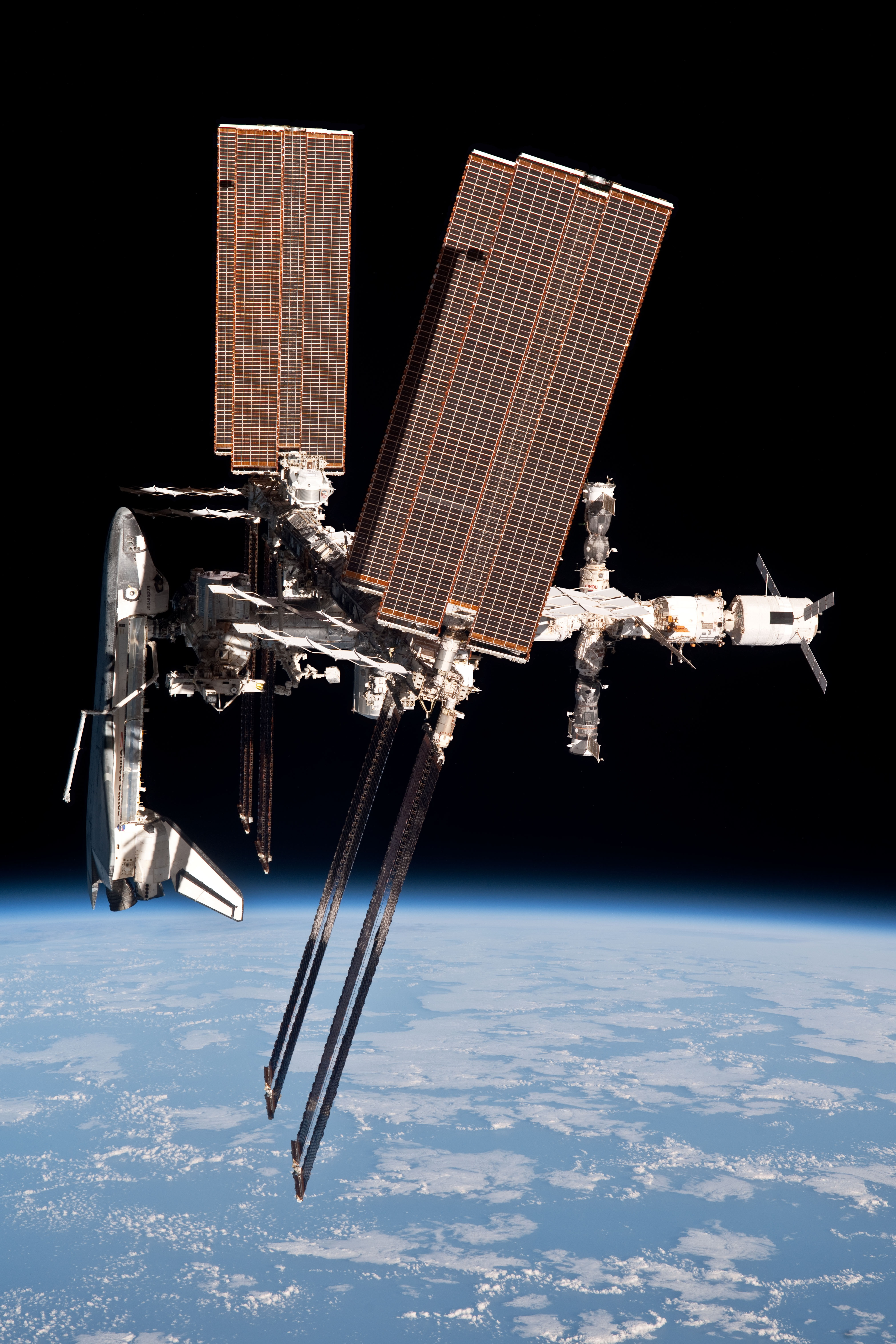
Шатл «Індевор» пристикований до Міжнародної космічної станції, 2011 рік.

Нижче перелічені місії програми «Спейс Шаттл»:
- Місії «Спейслеб»[19], зокрема:
  - Наукові
  - Астрономічні
  - Вирощування кристалів
  - Фізика космосу
- Будівництво Міжнародної космічної станції (МКС)
- Ротація екіпажу й обслуговування кораблів «Мир» та Міжнародної космічної станції (МКС)
- Сервісні місії, як-от ремонт космічного телескопа «Габбл» (HST) та орбітальних супутників
- Експерименти на низькій навколоземній орбіті
- На низьку навколоземну орбіту виведено:
  - Космічний телескоп «Габбл»[20]
  - Компоненти Міжнародної космічної станції (МКС)
  - Вантажі для модуля Spacehab і Багатоцільових модулів постачання
  - Обладнання довготривалого опромінення[en] (Long Duration Exposure Facility)[21]
  - Супутник для дослідження верхніх шарів атмосфери (Upper Atmosphere Research Satellite)[22]
  - Гамма-обсерваторія «Комптон»[23]
  - Супутник для дослідження радіаційного балансу Землі[en] (The Earth Radiation Budget Satellite)[24]
  - Стикувальний модуль станції «Мир»[25]
- На орбіту виведено супутники за допомогою прискорювачів, як-от Payload Assist Module[en] (допоміжний модуль корисного навантаження, PAM-D) або Inertial Upper Stage[en] (інерційний розгінний блок, IUS):
  - Висока навколоземна орбіта:
    - Космічна рентгенівська обсерваторія «Чандра»
    - Перші шість супутників системи TDRS[en]
    - Два супутники зв'язку DSCS-III (Defense Satellite Communications System[en]), в одній місії
    - Супутник програми Defense Support Program[en]

  - Міжпланетні місії:
    - «Магеллан»
    - «Галілео»
    - «Улісс»

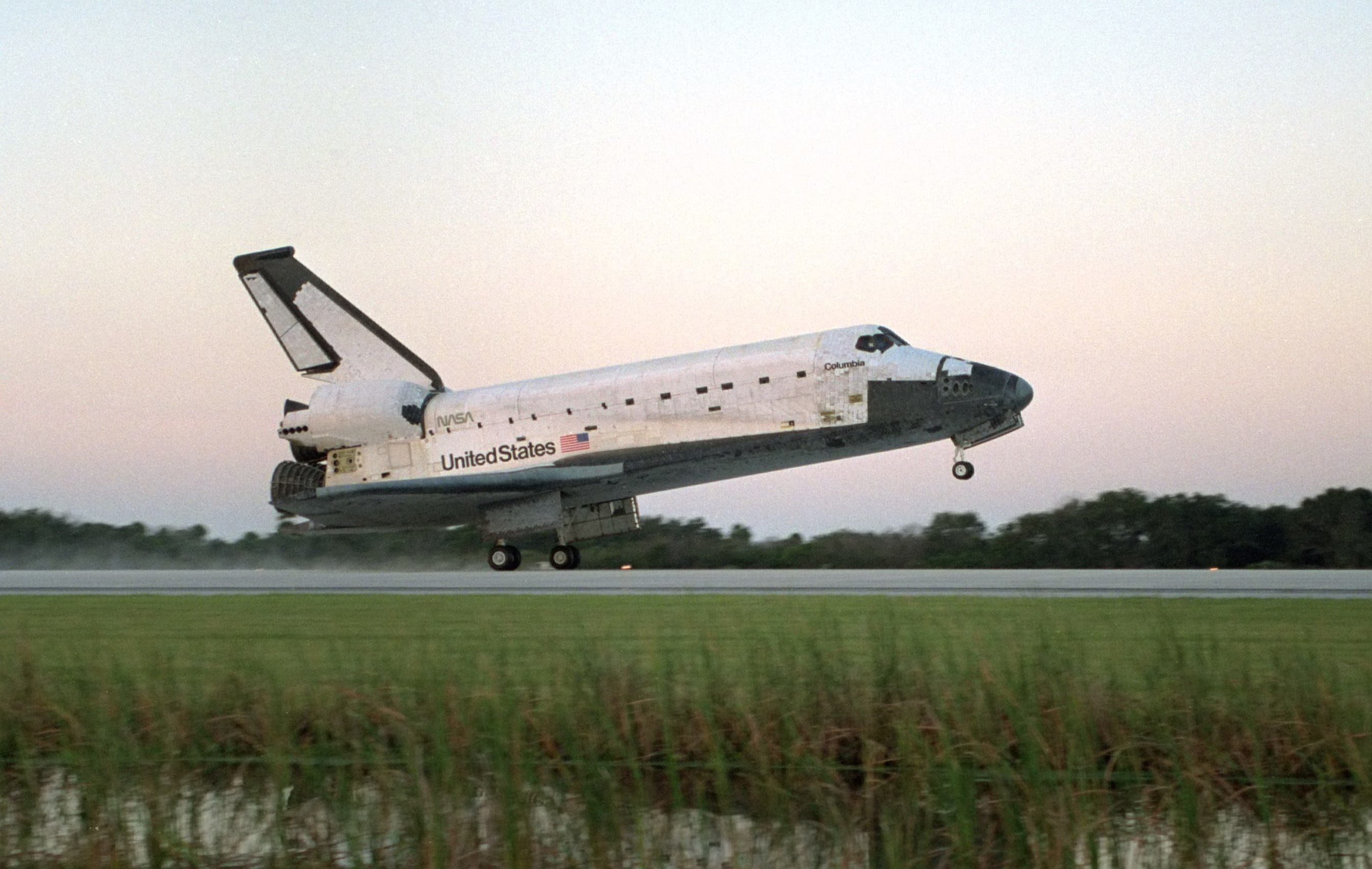
Шатл «Колумбія» приземляється після завершення місії STS-73, 1995 рік.
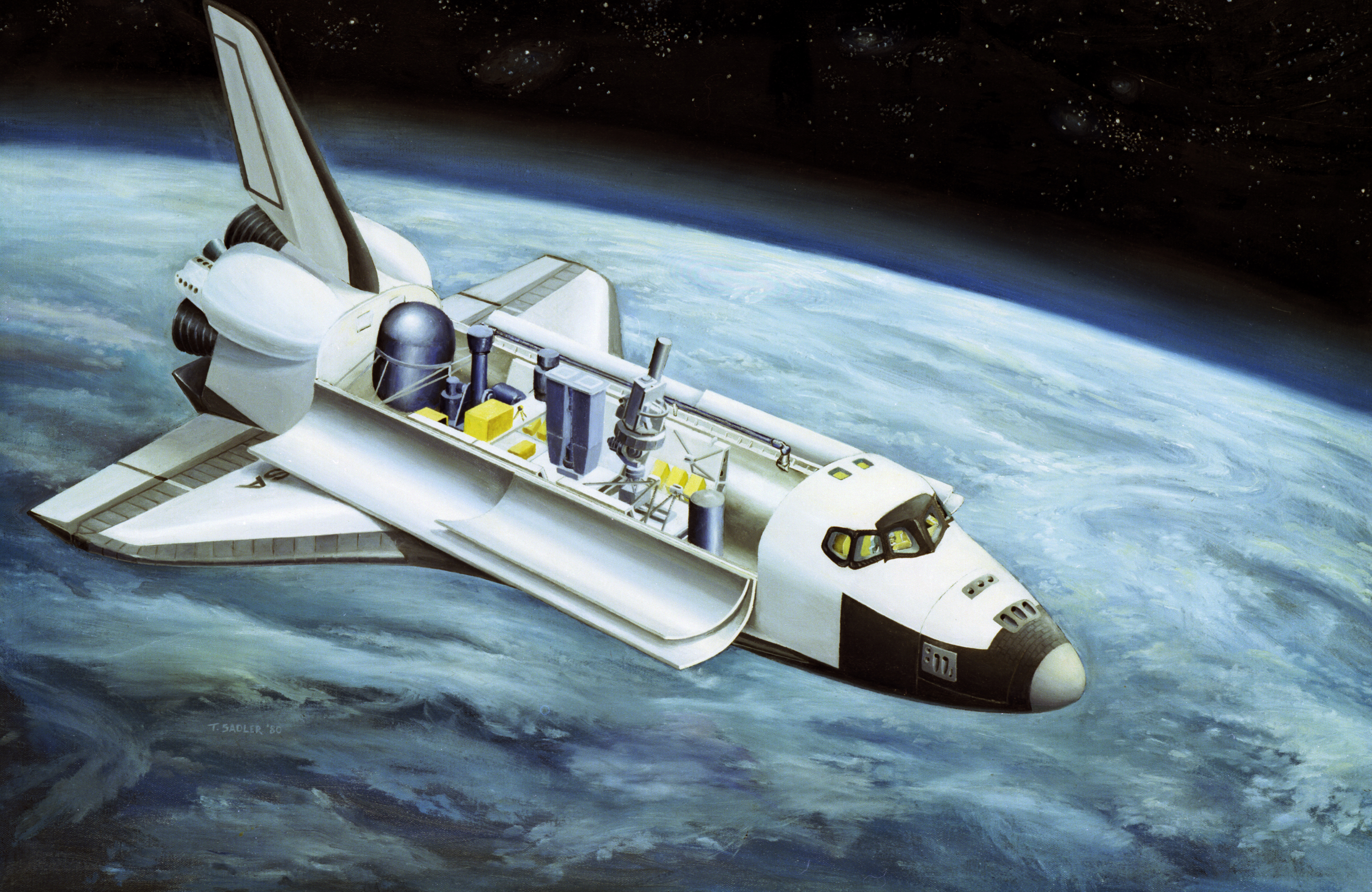
Художня реконструкція місії «Спейслеб-2» (STS-51-F), під час якої здійснювалися деякі експерименти у відсіку корисного навантаження. «Спейслеб» був основним європейським внеском у програму «Спейс Шаттл».
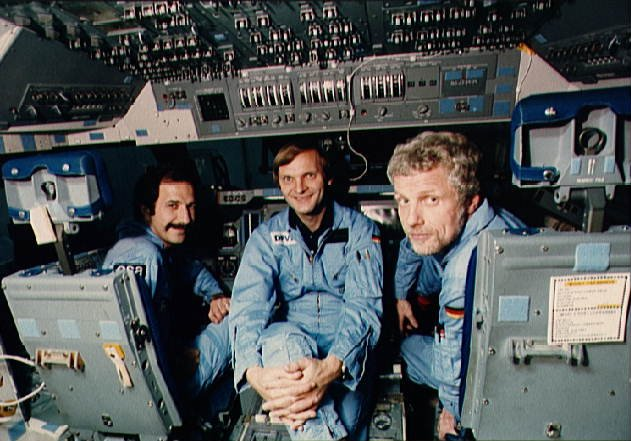
Європейські астронавти готуються до місії «Спейслеб», 1984 рік.
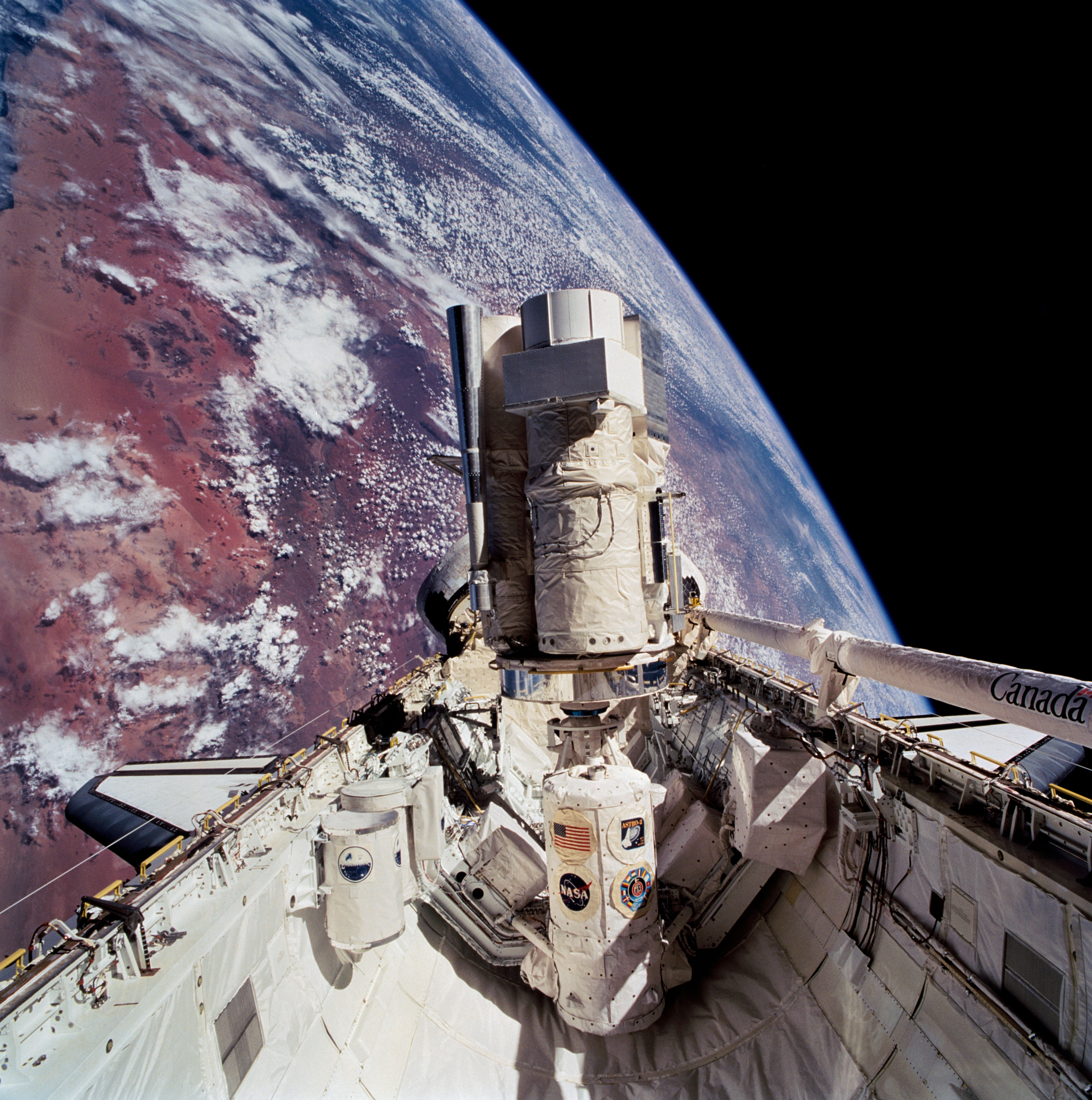
Орбітальний корабель «Спейслеб» містив герметичну лабораторію та інше обладнання, яке давало йому змогу виконувати функції пілотованої космічної обсерваторії. Місія «Астро-2» (STS-67), 1995 рік.
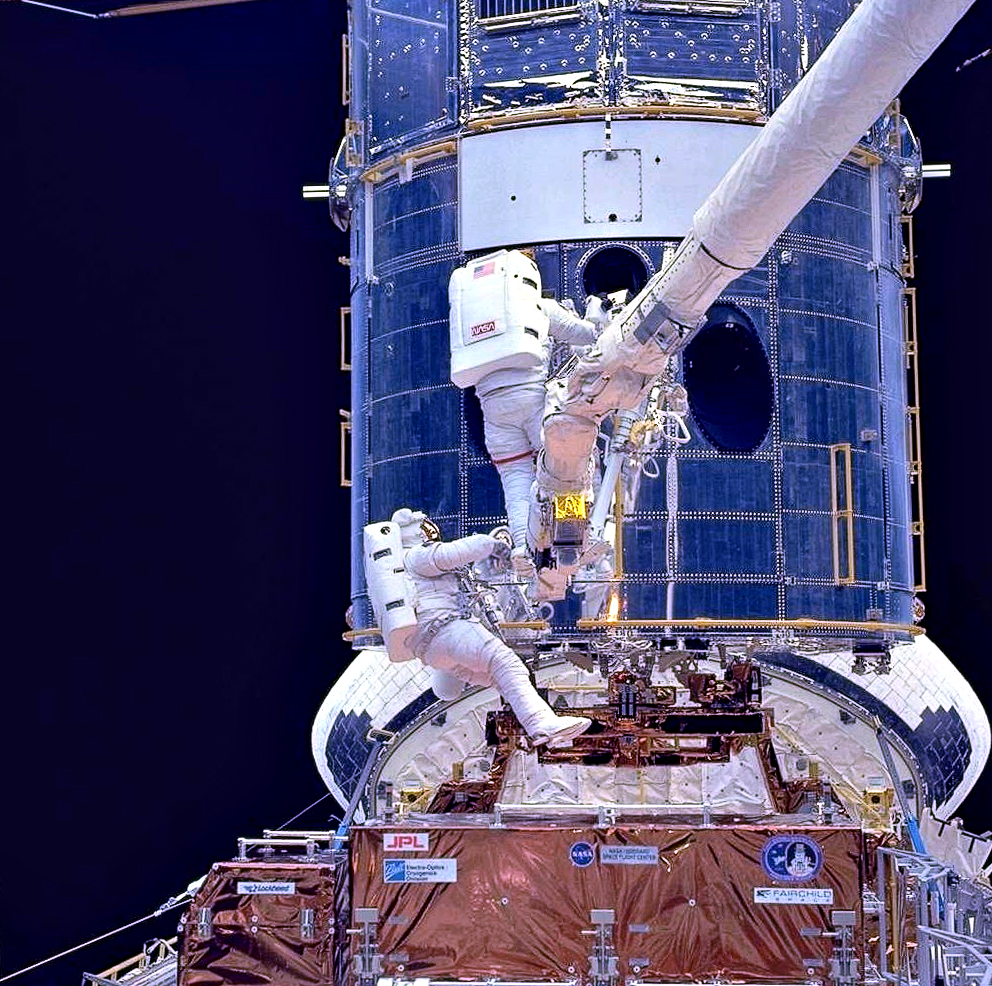
Астронавти Томас Ейкерс[en] і Кетрін Торнтон встановлюють коригувальну оптику на космічний телескоп «Габбл» під час місії STS-61.

## Бюджет програми

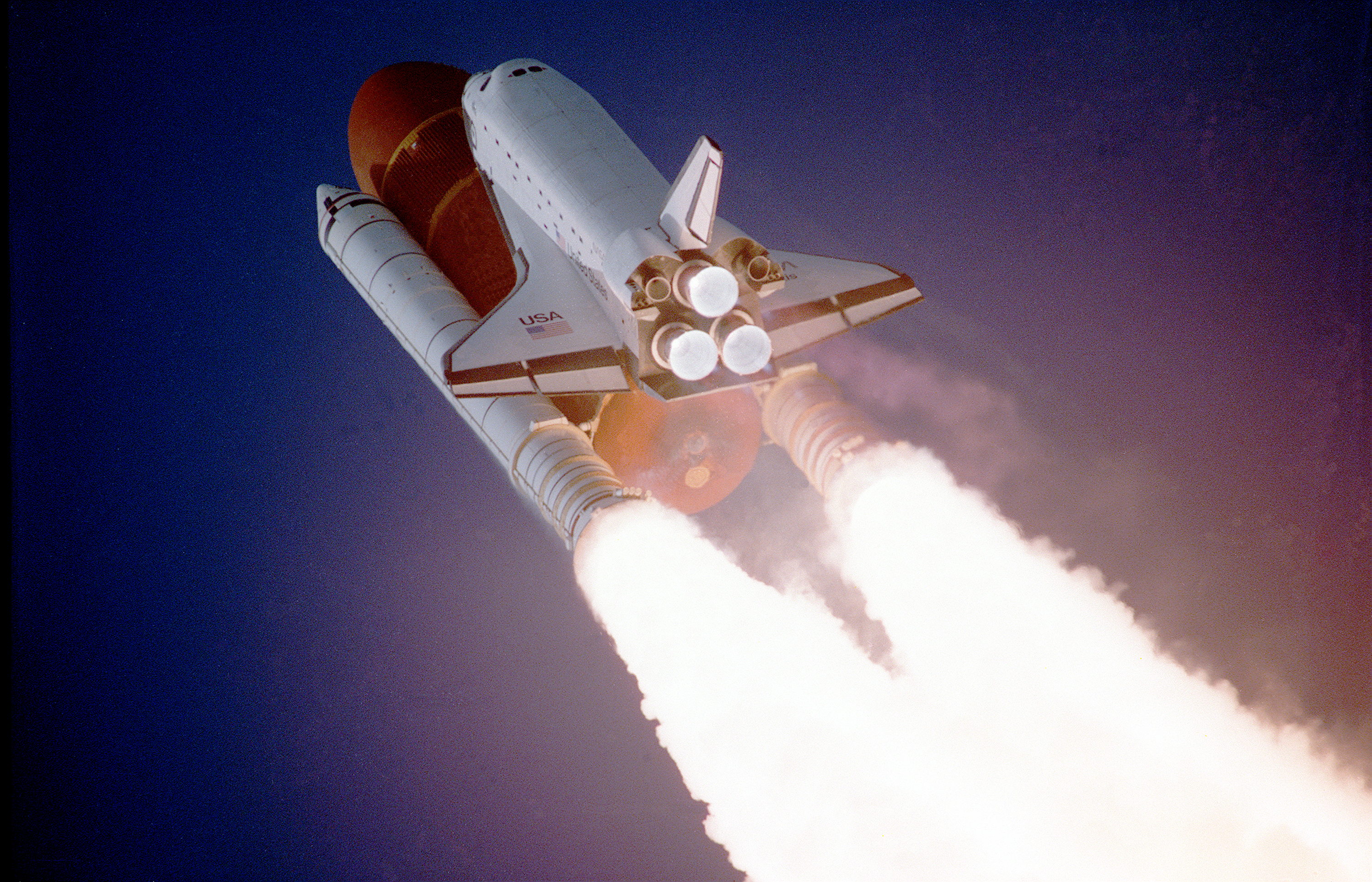
Шатл «Атлантіс» злітає в рамках місії STS-27 2 грудня 1988 року. Приблизно за 8,5 хвилин шатл розігнався до швидкості понад 27 000 км/год і досяг орбіти.

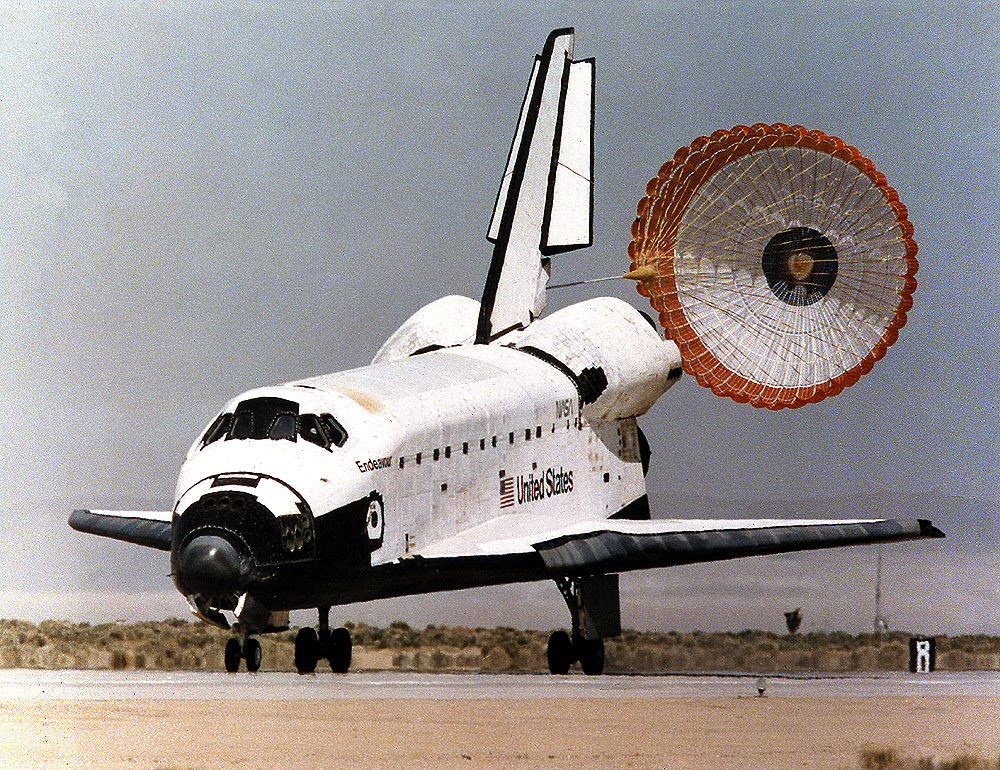
Після завершення майже 17-денного космічного польоту шатл «Індевор» приземлився на злітно-посадкову смугу 22 на авіабазі Едвардс у південній Каліфорнії.

На початку розробки програми «Спейс Шаттл» НАСА підрахувало, що вона коштуватиме 7,45 млрд дол. (43 млрд дол. у цінах 2011 року з урахуванням інфляції), які підуть власне на розробку й однократні витрати, а один політ коштуватиме 9,3 млн дол. (54 млн дол. у цінах 2011 року). Згідно з початковими оцінками, вартість доставлення корисного навантаження на низьку навколоземну орбіту (ННО) мала становити 260 дол./кг корисного навантаження (1400 дол./кг у цінах 2011 року), якщо виходити з граничних та з урахуванням додаткових витрат на запуск і припускати, що вантажопідйомність ракети становитиме 30 т, а кількість запусків — 50 на рік. Згідно з більш реалістичним прогнозом, який передбачав 12 польотів на рік протягом 15-річного терміну служби в поєднанні з початковими витратами на розробку, загальна вартість програми становила приблизно 54 млрд дол. (у цінах 2011 року).
Загальна вартість фактичного 30-річного терміну експлуатації програми «Спейс Шаттл» до 2011 року з урахуванням інфляції становила 196 млрд дол. У 2010 році додаткові витрати на один політ шатла на низьку навколоземну орбіту становили 409 млн дол., або 14 186 дол./кг. Для порівняння: вартість ракети-носія «Протон» становила 141 мільйон доларів, або 6721 дол./кг до ННО, а «Союз 2.1» — 55 млн дол., або 6665 дол./кг, причому ці ракети, на відміну від шатлів, не були багаторазовими.
У бюджеті НАСА на 2005 рік 30 %, або 5 млрд дол., було виділено на операції із шатлами; у 2006 році ця сума була зменшена до 4,3 млрд дол. Значну частину бюджету програми становлять витрати, не пов'язані із запусками: наприклад, протягом 2004—2006 фінансових років НАСА витратило на програму «Спейс Шаттл» близько 13 млрд дол., навіть попри те, що після катастрофи «Колумбії» флот шатлів був законсервований, і за цей час було здійснено лише три запуски. У 2009 фінансовому році в бюджеті НАСА було виділено 2,98 млрд дол. на 5 запусків, у тому числі 490 млн дол. на «інтеграцію програми», 1,03 млрд дол. на «польоти та наземні операції» і 1,46 млрд дол. на «льотне обладнання», до якого входить технічне обслуговування орбітальних кораблів, двигунів і зовнішніх баків між польотами.
Сумарні витрати на один запуск можна оцінити, поділивши загальні витрати за весь час існування програми (разом із вартістю будівель, обладнання, навчання, витратами на зарплати тощо) на кількість здійснених запусків. Загалом було здійснено 135 запусків; сумарна вартість програми становила 192 млрд дол. США (у цінах 2010 року). Отже, один запуск за весь час існування програми «Спейс Шаттл» коштував приблизно 1,5 млрд дол. Згідно з дослідженням 2017 року, виведення одного кілограма вантажу на МКС на шатлах коштувало 272 000 доларів (у цінах 2017 року) — це вдвічі більше, ніж на Cygnus, і втричі більше, ніж на Dragon.
Реалізуючи програму «Спейс Шаттл», НАСА використовувало філософію управління, відому як управління, орієнтоване на успіх (success-oriented management); після катастрофи «Колумбії» історик Алекс Роланд охарактеризував її як «сподівання на краще». Відтоді управління, орієнтоване на успіх, стало об'єктом дослідження кількох аналітиків у цій галузі.

## Аварії
Упродовж виконання програми було здійснено 135 польотів шатлів у космос. Два шатли було зруйновано, загинули 14 астронавтів:
- «Челленджер» — зруйнувався 28 січня 1986 року через 73 секунди після старту, політ STS-51-L.
- «Колумбія» — зруйнувалася 1 лютого 2003 року приблизно за 16 хвилин до очікуваної посадки, політ STS-107.

Крім цих катастроф, був також один скасований запуск і кілька смертельних нещасних випадків на землі під час підготовки до запуску.

### «Челленджер», 1986 (STS-51-L)

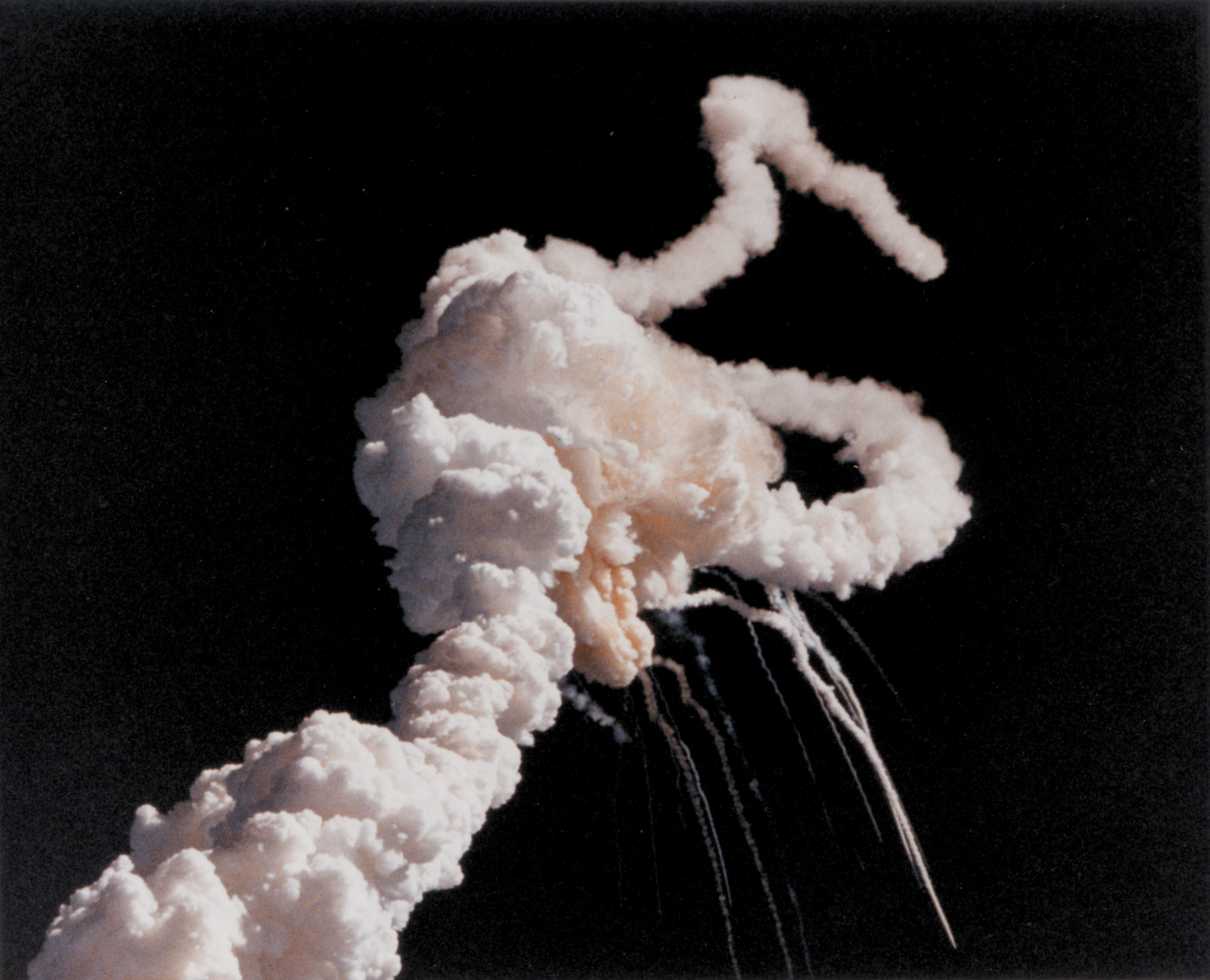
«Челленджер» вибухнув через одну хвилину і 13 секунд після старту.

На відеозаписі останнього запуску «Челленджера» 28 січня 1986 року, зробленому великим планом, чітко видно, що проблеми почалися через відмову ущільнювального кільця на правому твердопаливному прискорювачі (SRB). Гарячий факел газу, який витікав із несправного зчленування, спричинив руйнування зовнішнього бака, що, своєю чергою, призвело до розпаду орбітального апарата через надмірні аеродинамічні навантаження. У цій катастрофі загинули всі сім астронавтів, які перебували на борту шатла.
На заміну «Челленджерові» був побудований шатл «Індевор» (OV-105). У ньому використовувалися конструкційні запасні частини, які спершу призначалися для інших шатлів. «Індевор» був створений у травні 1991 року; його перший запуск відбувся роком пізніше.
Після катастрофи «Челленджера» НАСА призупинило програму «Спейс Шаттл» більш ніж на два роки. У систему безпеки вносилися численні зміни, рекомендовані у звіті комісії Роджерса, — зокрема, були перероблені з'єднання бічних прискорювачів, одне з яких вийшло з ладу під час аварії «Челленджера». Серед інших змін — нова аварійна система для етапу керованого польоту орбітального корабля, поліпшені шини і гальма шасі, а також відновлення використання гермокостюмів для астронавтів шатлів (від них відмовилися після місії STS-4; відтоді і аж до аварії «Челленджера» астронавти вдягали лише комбінезони та кисневі шоломи). У вересні 1988 року програму «Спейс Шаттл» продовжив запуск шатл «Діскавері» в рамках місії STS-26.
Аварії вплинули не лише на конструкцію орбітального корабля, а й на НАСА. Нижче наведено кілька рекомендацій, запропонованих комісією Роджерса.
- Рекомендація I. Необхідно замінити несправні з'єднання й ущільнення твердопаливного двигуна — або шляхом розробки нової конструкції, у якій з'єднань узагалі немає, або шляхом переробки з'єднань і ущільнень. <…> Адміністратор НАСА повинен звернутися до Національної дослідної ради з проханням сформувати незалежний комітет з нагляду за проєктуванням твердопаливних двигунів для виконання рекомендацій Комісії з проєктування та нагляду за проєктними роботами.
- Рекомендація II. Слід переглянути структуру програми «Спейс Шаттл». <…> НАСА має заохочувати перехід кваліфікованих астронавтів на керівні посади в агентстві.
- Рекомендація III. НАСА і головні підрядники програми «Шаттл» повинні переглянути всі об'єкти критичності рівнів 1, 1R, 2 і 2R, а також проаналізувати небезпеки.
- Рекомендація IV. НАСА має створити Управління з безпеки, надійності та забезпечення якості, яке очолюватиме заступник Адміністратора, підзвітний безпосередньо Адміністратору НАСА.
- Рекомендація VI. НАСА повинно вжити заходів для підвищення безпеки під час посадки. Необхідно вдосконалити систему шин, гальм і коліс передньої опори.
- Рекомендація VII. НАСА повинно докласти всіх зусиль, щоб забезпечити систему евакуації екіпажу для використання під час польоту на етапі керованого планерування.
- Рекомендація VIII. Покладання країни на шатли як основний засіб космічних запусків створило перманентний тиск на НАСА, яке змушене збільшувати частоту польотів. <…> НАСА має встановити таку частоту польотів, яка б відповідала його ресурсам.

### «Колумбія», 2003 (STS-107)

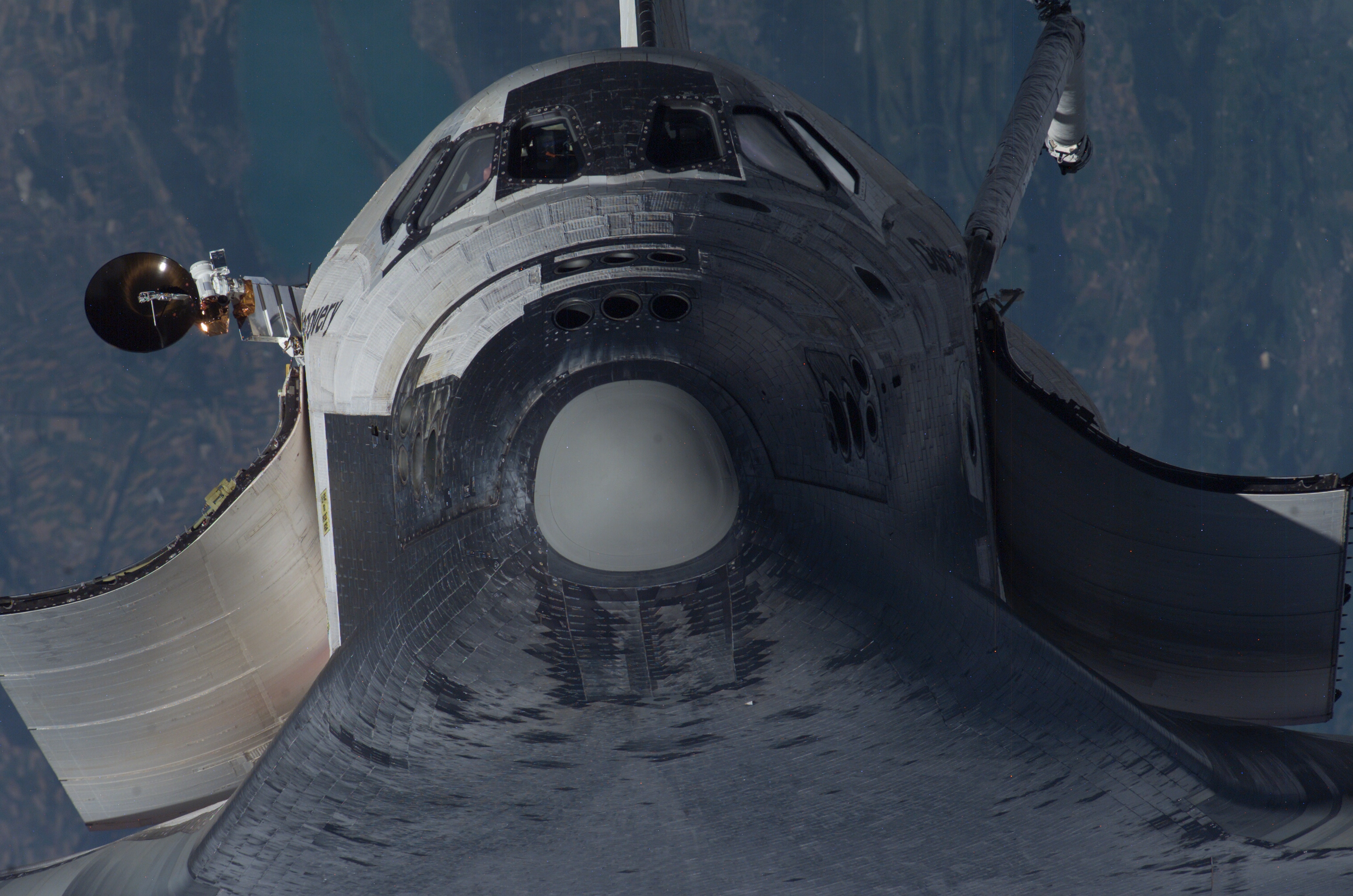
Шатл «Діскавері» наближається до Міжнародної космічної станції під час польоту STS-114 28 липня 2005 року. Це була місія «повернення до польотів» шатла після катастрофи «Колумбії».

Після катастрофи «Челленджера» програма «Спейс Шаттл» була безаварійною протягом 17 років, було здійснено 88 польотів. Однак 1 лютого 2003 року зазнав катастрофи шатл «Колумбія»: він зруйнувався на етапі входу в атмосферу, унаслідок чого загинули всі сім членів екіпажу. Первинною причиною аварії став шматок піни, який відділився від зовнішнього бака одразу після зльоту і вдарив по передній кромці лівого крила шатла. Шматок пробив одну з армованих вуглецевих панелей, які покривали кромку крила і захищали його від надмірних температур під час входження в атмосферу. Коли «Колумбія» наприкінці місії, яка загалом пройшла у штатному режимі, увійшла в щільні шари атмосфери, гарячий газ потрапив у крило і зруйнував його зсередини, що призвело до втрати керування й руйнування орбітального корабля.
Після катастрофи «Колумбії» Міжнародна космічна станція понад два роки працювала з екіпажем із двох осіб і обслуговувалася переважно російськими космічними кораблями. Хоча місія «Повернення до польоту» (STS-114) у 2005 році була успішною, подібний шматок пінопласту відділився від іншої частини бака. Уламок не влучив у шатл «Діскавері», але з цієї причини програму знову призупинили.
Друга місія «Повернення до польоту» (STS-121), стартувала 4 липня 2006 року о 14:37 (EDT). Два попередні запуски були скасовані через тривалі грози і сильний вітер на стартовому майданчику. Запуск відбувся, незважаючи на заперечення головного інженера і керівника служби безпеки. 13-сантиметрова тріщина в ізоляції зовнішнього бака стала приводом для занепокоєння, проте команда управління місією дала добро на запуск. Ця місія збільшила екіпаж МКС до трьох осіб. «Діскавері» успішно приземлився 17 липня 2006 року о 09:14 (EDT) на злітно-посадковій смузі 15 Космічного центру імені Кеннеді.
Після успішної місії STS-121 усі подальші місії завершилися без серйозних проблем з ізоляцією, і будівництво МКС було успішно завершено. Утім, під час місії STS-118 в серпні 2007 року шатл «Індевор» теж був уражений фрагментом ізоляції на зльоті, але його пошкодження було мінімальним порівняно з пошкодженнями, яких зазнала «Колумбія».
Комісія з розслідування аварії шатла «Колумбія» у своєму звіті зазначила, що якщо шатл прямує до МКС, ризик для його екіпажу знижується, оскільки станція може виконати роль безпечного притулку для екіпажу, який очікує на порятунок на той випадок, якщо через пошкодження шатла під час зльоту його повернення на Землю є небезпечним. Рада рекомендувала, щоб під час решти польотів у шатлів завжди була можливість пристикуватися до станції. Перед місією STS-114 адміністратор НАСА Шон О'Кіф заявив, що всі майбутні польоти шатлів будуть спрямовані на МКС. Через цю вимогу остання місія з обслуговування космічного телескопа «Габбл», яка була запланована до аварії «Колумбії», стала неможливою, хоча на складах НАСА вже було готове й чекало на модернізацію обладнання для «Габбла» вартістю в мільйони доларів. Багато незгодних із таким обмеженням, зокрема астронавти, просили керівництво НАСА переглянути умови дозволу на проведення місії, але спочатку директор наполягав на своєму рішенні. 31 жовтня 2006 року НАСА оголосило про схвалення запуску «Атлантіса» для виконання п'ятого і останнього польоту шатла з обслуговування космічного телескопа «Габбл», запланованого на 28 серпня 2008 року, однак місія SM4/STS-125 була запущена лише в травні 2009 року.
Одним із наслідків катастрофи «Колумбії» стало те, що під час розробки ракет-носіїв для пілотованих місій, а саме «Арес I», приділялася особлива увага безпеці екіпажу.

## Припинення програми
Про припинення програми «Спейс Шаттл» було оголошено в січні 2004 року. Президент Джордж Буш оголосив про своє бачення космічних досліджень, яке передбачало виведення шатлів з експлуатації після завершення будівництва МКС. У березні 2006 року партнери, які брали участь у програмі, визначили, що для повного завершення будівництва МКС потрібно здійснити ще 16 місій. У жовтні 2006 року була затверджена ще одна додаткова місія з обслуговування космічного телескопа «Габбл».

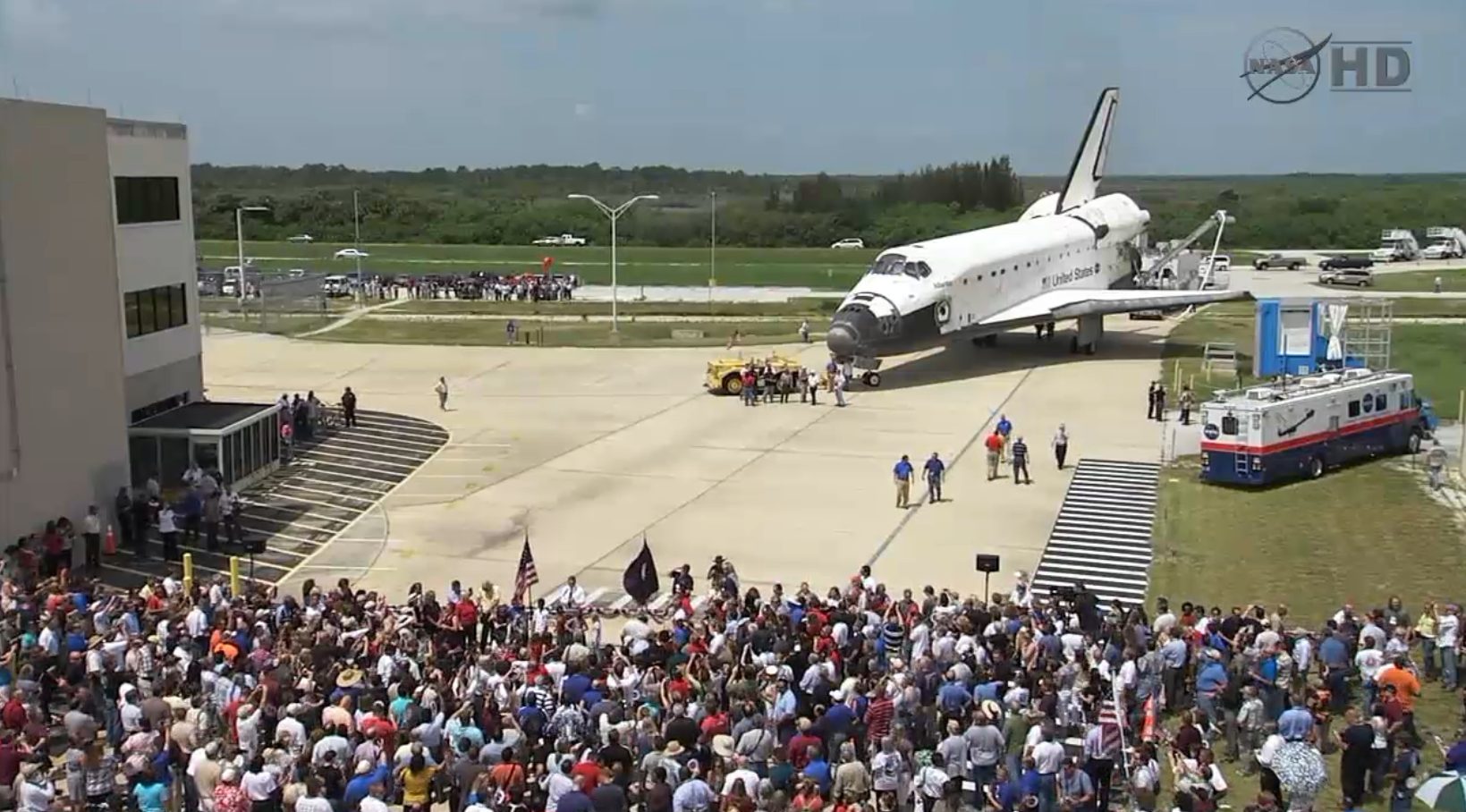
«Атлантіс» після останньої посадки, що ознаменувала завершення програми «Спейс Шаттл».

Спочатку останньою місією «Спейс Шаттл» мала стати STS-134. Однак через катастрофу «Колумбії» до запуску були підготовлені додаткові шатли — на випадок проведення рятувальних місій. Оскільки «Атлантіс» готувався до останнього запуску на випадок потреби, у вересні 2010 року було ухвалено рішення, що він полетить у рамках місії STS-135 з екіпажем із чотирьох астронавтів, які в разі надзвичайної ситуації зможуть залишитися на МКС. Місія STS-135 почалася 8 липня 2011 року і закінчилася 21 липня 2011 року о 5:57 ранку за східним поясним часом (09:57 UTC) у Космічному центрі імені Кеннеді. Відтоді і аж до запуску Crew Dragon Demo-2 30 травня 2020 року США були змушені відправляти своїх астронавтів у космос на борту російських кораблів «Союз».
Після останнього польоту кожного шатла їх довелося спеціальним чином обробити, перш ніж передавати їх для демонстрації широкому загалу. Основну небезпеку становили система орбітального маневрування (OMS) і реактивна система керування (RCS), оскільки вони працювали на токсичному гіперголічному паливі; більшість їхніх компонентів доводилося повністю зняти, щоб запобігти виділенню небезпечних газів.
Нині «Атлантіс» виставлений у Комплексі для відвідувачів Космічного центру імені Кеннеді у Флориді, «Діскавері» — у Центрі Стівена Удвара-Газі у Вірджинії, «Індевор» — у Каліфорнійському науковому центрі в Лос-Анджелесі, а «Ентерпрайз» — у Музеї моря, повітря й космосу «Інтрепід» у Нью-Йорку. Компоненти шатлів були передані Повітряним силам США, представникам програми розвитку МКС, а також урядам Росії та Канади. Їхні двигуни були зняті для використання в Системі космічних запусків (SLS), а для демонстрації були прикріплені запасні сопла RS-25.

## Подальша доля шатлів

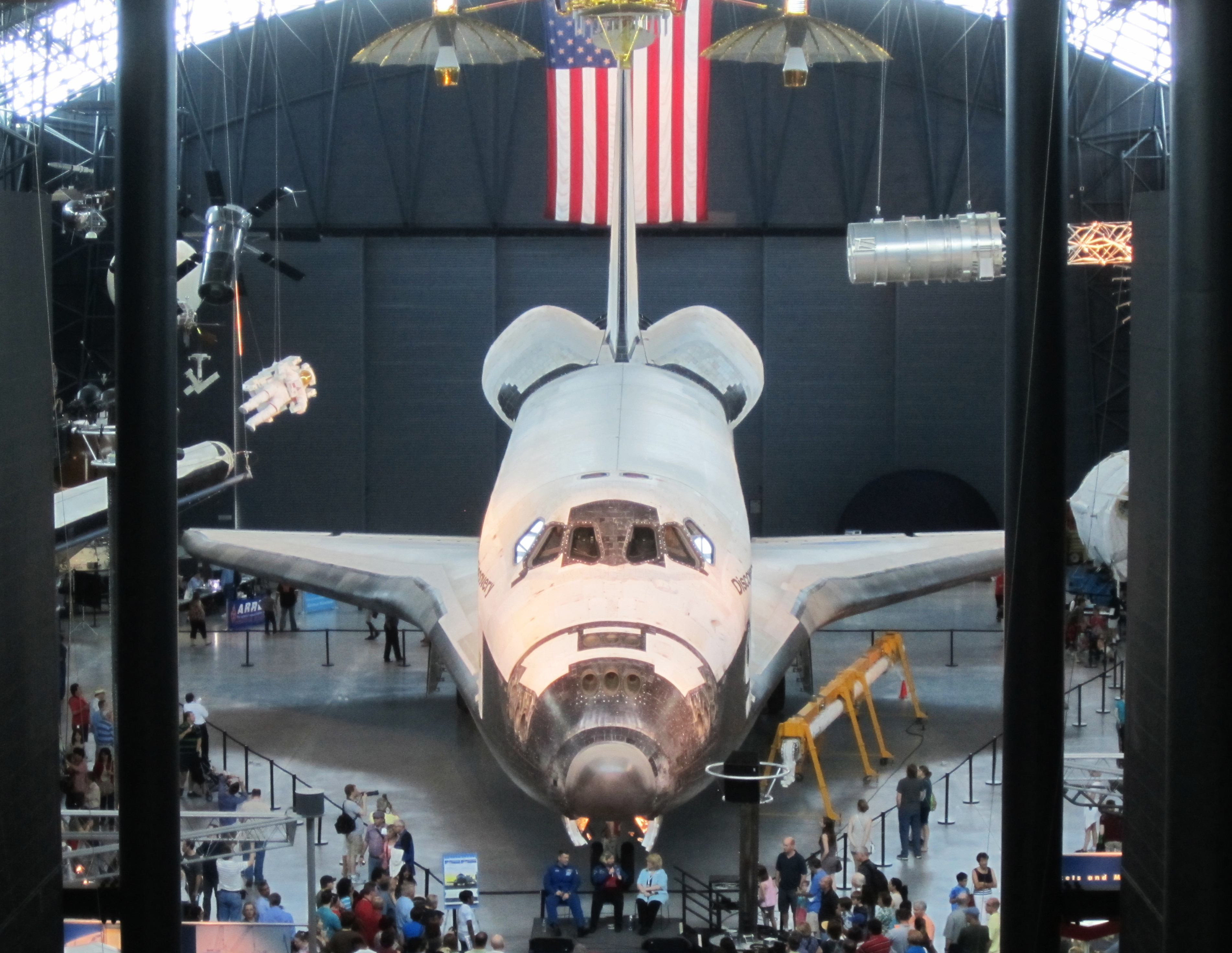
Шатл «Діскавері» в музеї Центру Стівена Удвара-Газі.

З п'яти побудованих повністю функціональних шатлів нині залишилося три. Шатл «Ентерпрайз», створений для атмосферних випробувань, ніколи не літав у космос і тому використовувався в ролі донора: багато його деталей було знято для використання на інших шатлах. Пізніше він був візуально відреставрований і до 19 квітня 2012 року експонувався в Центрі Стівена Удвара-Газі Національного музею авіації і космонавтики. У квітні 2012 року «Ентерпрайз» було перевезено до Нью-Йорка для експонування в музеї «Інтрепід», де 19 липня 2012 року відкрився павільйон космічних шатлів. У Центрі Стівена Удвар-Газі замість «Ентерпрайза» встановили «Діскавері». «Атлантіс» став частиною виставки космічних шатлів у відвідуваному комплексі Космічного центру імені Кеннеді і з 29 червня 2013 року, після його реконструкції, виставляється там.
14 жовтня 2012 року «Індевор» завершив безпрецедентну 19-кілометрову подорож вулицями міста від Міжнародного аеропорту Лос-Анджелеса до Каліфорнійського наукового центру, де він експонувався з кінця 2012 року в тимчасовому ангарі. Транспортування з аеропорту тривало два дні, вимагало перекриття великої кількості вулиць, видалення понад 400 дерев, а також масштабних робіт з підняття ліній електропередач, вирівнювання вулиці, тимчасового демонтажу дорожніх знаків, ліхтарних стовпів та інших перешкод. Сотні волонтерів, пожежники та поліцейські допомагали переїзду. На вулицях Лос-Анджелеса великі натовпи глядачів намагалися побачити, як шатл проїжджає через місто.
Нині «Індевор» разом з останнім зовнішнім баком (ET-94), який пройшов перевірку на придатність до польотів, виставлений у горизонтальному положенні в Павільйоні Космічного центру імені Самуеля Онина (Samuel Oschin Air and Space Center), де він пробуде до завершення будівництва Повітряно-космічного центру імені Самуеля Ошина (запланованого розширення Каліфорнійського наукового центру). Після переміщення «Індевор» буде постійно виставлений у конфігурації для запуску разом зі справжніми твердопаливними ракетними прискорювачами і зовнішнім баком.

## Модулі екіпажу

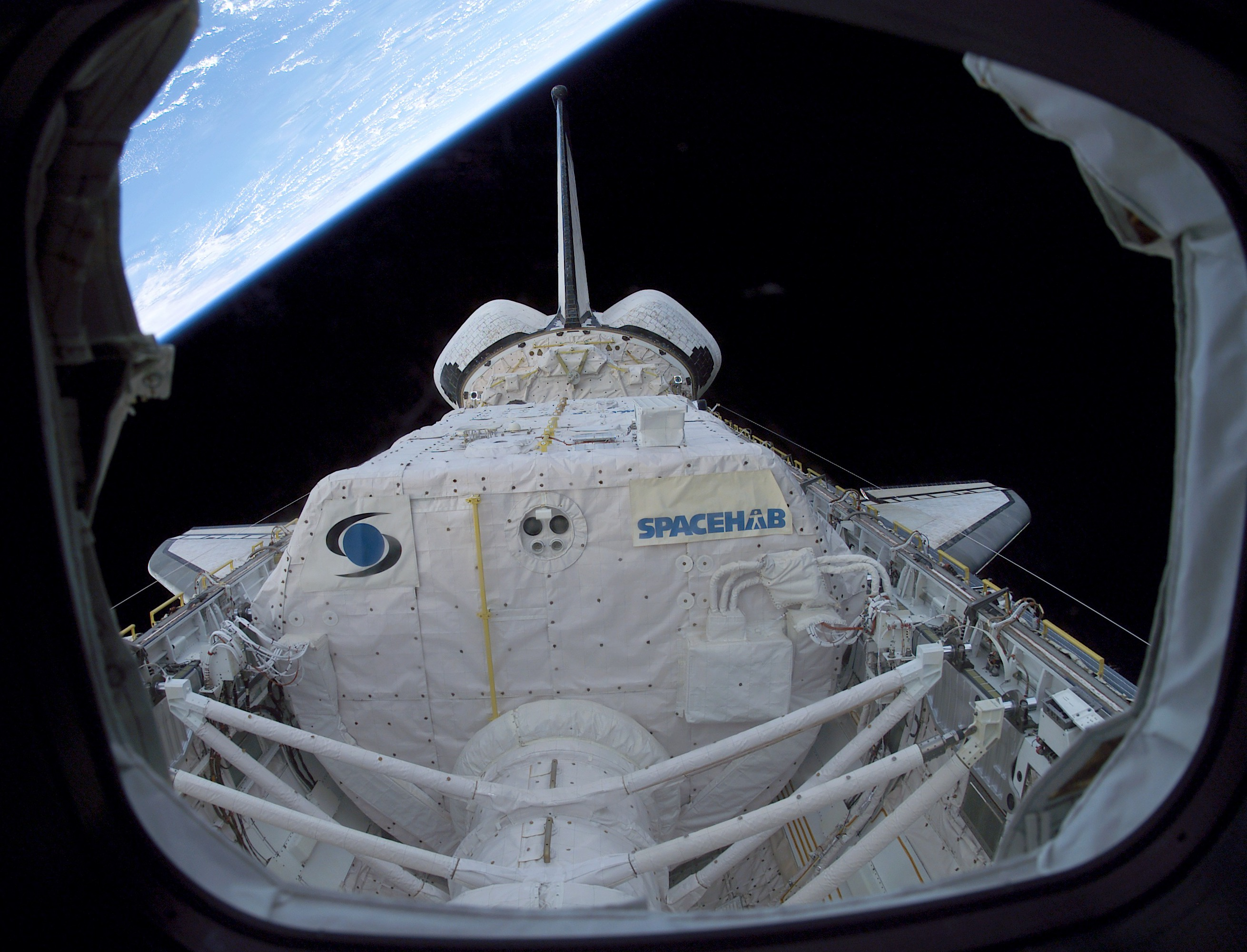
Модуль «» під час місії STS-107.

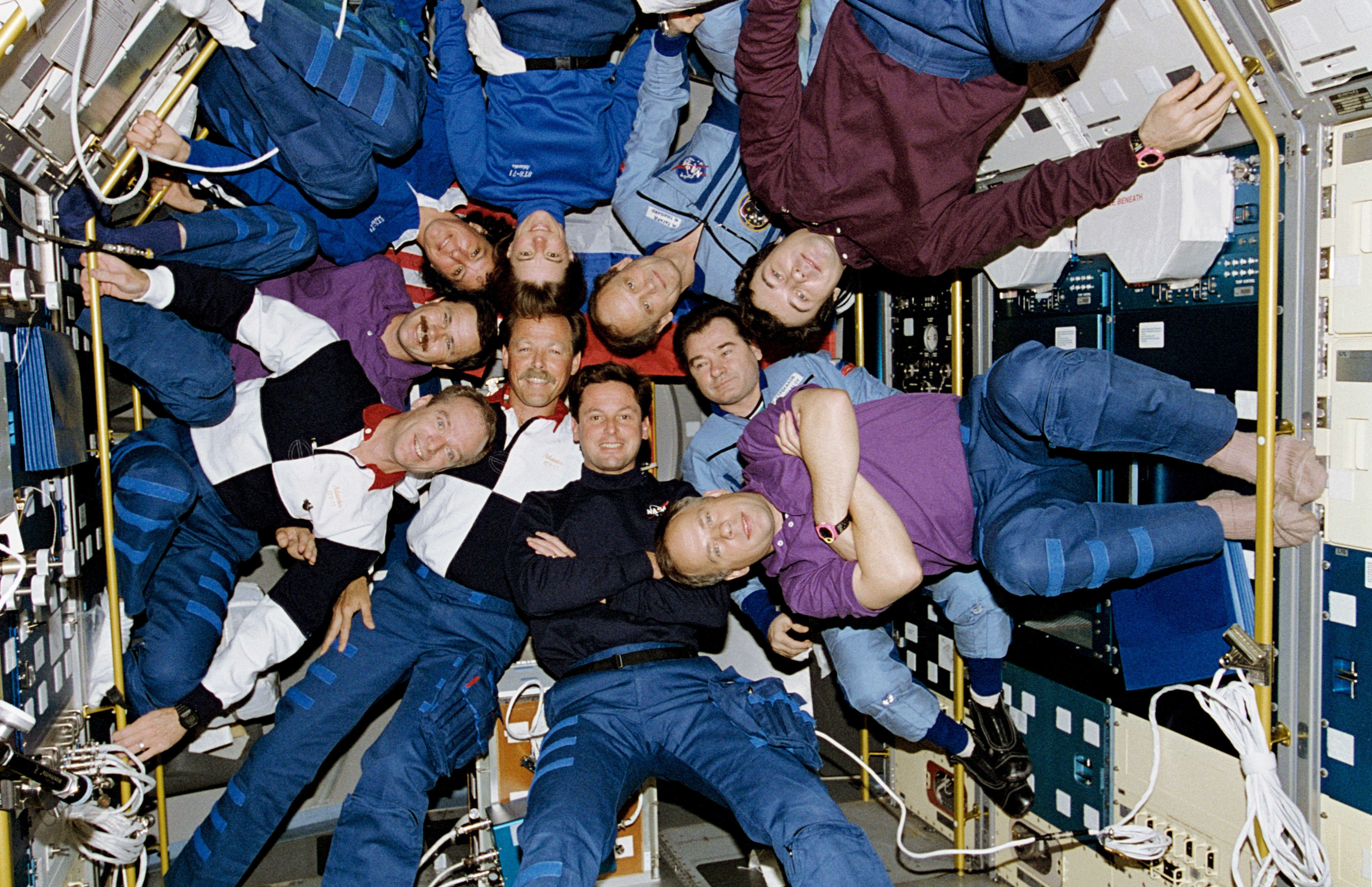
Десять людей усередині модуля «Спейслаб» у відсіку шатла в червні 1995 року святкують стикування «Спейс Шаттла» і «Миру».

Однією зі сфер застосування програми «Спейс Шаттл» був розширений екіпаж. На шатлах літали екіпажі до восьми осіб, але він міг вмістити екіпаж щонайменше з десяти. Ще в 1979 році висувалися різні пропозиції щодо заповнення відсіку корисного навантаження додатковими пасажирами. Одна з пропозицій компанії Rockwell передбачала розміщення у відсіку корисного навантаження аж 74 пасажирів з підтримкою протягом трьох діб на навколоземній орбіті. З меншим орбітальним кораблем, розрахованим на 64 місця, витрати на кінець 1980-х років становили б близько 1,5 млн дол. США за одне місце за один запуск. Пасажирський модуль Rockwell мав дві палуби, чотири сидіння зверху, розташовані впоперек, і два знизу, а також прохід шириною 63 см і додаткове місце для зберігання речей.
Інша конструкція, запропонована компанією Space Habitation Design Associates у 1983 році, передбачала розміщення 72 пасажирів у відсіку корисного навантаження шатла. Пасажири мали розташовуватися в шести окремих секціях, кожна з яких мала ілюмінатори та власну завантажувальну рампу під час запуску, а також сидіння різної конфігурації для запуску й посадки. Ще одна пропозиція базувалась на житлових модулях «Спейслеб» і передбачала 32 місця у відсіку корисного навантаження на додачу до місць у кабіні пілота.
Здійснювалися спроби аналізувати комерційну експлуатацію STS. Якщо врахувати дані НАСА про середню вартість запуску одного шатла станом на 2011 рік, яка тоді становила близько 450 млн дол. за місію, вартість одного місця в 74-місному модулі, передбаченому компанією Rockwell, становила менше 6 млн дол., не враховуючи місця постійного екіпажу. У деяких пасажирських модулях використовувалося обладнання, подібне до існуючого, — наприклад, тунель, який був необхідний також для «Спейсхеб» і «Спейслеб».

## Подальші розробки
Протягом трьох десятиліть експлуатації шатлів було частково розроблено, але не завершено кілька різних космічних кораблів, якими планувалося їх замінити. Нижче наведено перелік таких космічних кораблів.
- Удосконалений пілотований корабель «Земля — орбіта»[62].
- «Шатл II» — концепція космічного центру імені Джонсона для наступної програми із двома прискорювачами та двома баками, встановленими на його крилах[63].
- Національний аерокосмічний літак (NASP)[64] — Rockwell X-30 (фінансування припинено)[65].
- VentureStar[en], концепція одноступеневого космічного літака (SSTO) з аерокосмічним двигуном[66].
- Lockheed Martin X-33[67] (скасований 2001 року).
- «Арес I»[68] (закінчився зі скасуванням програми «Сузір'я»).
- Програма розробки орбітального космічного літака[en] (OSP)[69].

Одним із проєктів у напрямку космічних перевезень була Програма запусків багаторазових ракет-носіїв (Reusable Launch Vehicle — RLV), ініційована НАСА в 1994 році. У рамках цієї програми здійснювалися роботи над орбітальними літаками X-33 і X-34. На розробку X-33 НАСА витратило близько 1 мільярда доларів США, сподіваючись, що цей апарат буде введений в експлуатацію до 2005 року. Іншою програмою на рубежі тисячоліть була Ініціатива космічних запусків (Space Launch Initiative — SLI) — ініціатива щодо запуску наступного покоління.
Ініціатива космічних запусків була започаткована у 2001 році, а наприкінці 2002 року її розділили на дві програми — Програму розробки орбітального космічного літака (Orbital Space Plane Program — OSP), орієнтовану на забезпечення доступу до Міжнародної космічної станції, та Програму технологій запуску наступного покоління (Next Generation Launch Technology — NGLT).
Частково виконувати обов'язки шатлів могли б апарати HL-20 Personnel Launch System та X-38, які створювалися в рамках програми Crew Return Vehicle і призначалися насамперед для повернення екіпажу з МКС. HL-20 була скасована у 1993 році, а X-38 — у 2002-му. Існувало кілька інших програм, як-от Альтернативний модуль повернення екіпажу станції (Station Crew Return Alternative Module — SCRAM) і Корабель для гарантованого повернення екіпажу (Assured Crew Return Vehicle — ACRV).
Згідно з Концепцією дослідження космосу 2004 року, наступною пілотованою програмою НАСА мала стати програма «Сузір'я» з ракетами-носіями «Арес I» і «Арес V» та космічним кораблем «Оріон». Однак ця програма так і не була профінансована повністю, і на початку 2010 року адміністрація Барака Обами звернулася до Конгресу з проханням натомість схвалити план доставки вантажів та екіпажів на низькі навколоземні орбіти, який значною мірою покладався на приватний сектор.
У 2006 році розпочалася Програма комерційних орбітальних транспортних послуг (COTS), метою якої була розробка комерційних вантажних кораблів без екіпажу для обслуговування МКС. Перший із таких кораблів, SpaceX Dragon 1, був створений у 2012 році, а другий, «Сігнус» компанії Orbital Sciences, — у 2014 році.
У 2010 році була ініційована програма Commercial Crew Development (CCDev), метою якої було створення комерційних пілотованих космічних кораблів, здатних доставляти щонайменше чотирьох членів екіпажу на МКС, перебувати в стикуванні протягом 180 днів, а потім повертати їх назад на Землю. Очікувалося, що ці космічні кораблі, як-от Dragon 2 компанії SpaceX і CST-100 Starliner компанії Boeing, стануть до ладу приблизно у 2020 році. У рамках місії Crew Dragon Demo-2 корабель Dragon 2 компанії SpaceX доставив астронавтів на МКС, відновивши для США здатність виконувати пілотовані запуски. Перша пілотована місія SpaceX стартувала 15 листопада 2020 року о 19:27:17 за північноамериканським східним часом і доставила на МКС чотирьох астронавтів.
Скасовану програму «Сузір'я» замінили дуже схожою програмою «Артеміда». Конструкція космічного апарата «Оріон» залишилася практично незмінною порівняно з попередньою. Ракету-носій «Арес V», розробка якої планувалася, замінили на меншу SLS, за допомогою якої планується запускати як «Оріон», так і інше необхідне обладнання. Exploration Flight Test 1 (EFT-1), випробувальний політ космічного корабля «Оріон» без екіпажу, був здійснений 5 грудня 2014 року за допомогою ракети Delta IV Heavy.
Першим польотом ракети SLS, виконаним як випробування завершеної системи «Оріон — SLS», стала «Артеміда-1», запущена 22 листопада 2022 року. Під час місії капсула «Оріон» провела 10 днів без екіпажу на далекій ретроградній орбіті на відстані 57 000 кілометрів від Місяця, після чого повернулася на Землю. Запуск «Артеміди-2», першої пілотованої місії програми, у рамках якої чотири астронавти мали пролетіти повз Місяць на відстані 8520 кілометрів, а потім повернутися на Землю траєкторією вільного повернення, спершу був запланований на 2024 рік, але згодом його посунули на 2025 рік. Після «Артеміди-2» планується доставити силовий і рушійний елемент Lunar Gateway і три компоненти змінного місячного посадкового модуля, здійснивши кілька запусків силами комерційних постачальників пускових послуг. Запуск «Артеміди-3» планується на 2025 рік на ракеті SLS Block 1, яка доставить на Місяць мінімалістичні версії Gateway і змінного посадкового модуля; це буде перша пілотована посадка на Місяць у рамках програми. Планується, що спускний модуль приземлиться в районі південного полюса Місяця, де два астронавти пробудуть близько одного тижня.

### Галерея

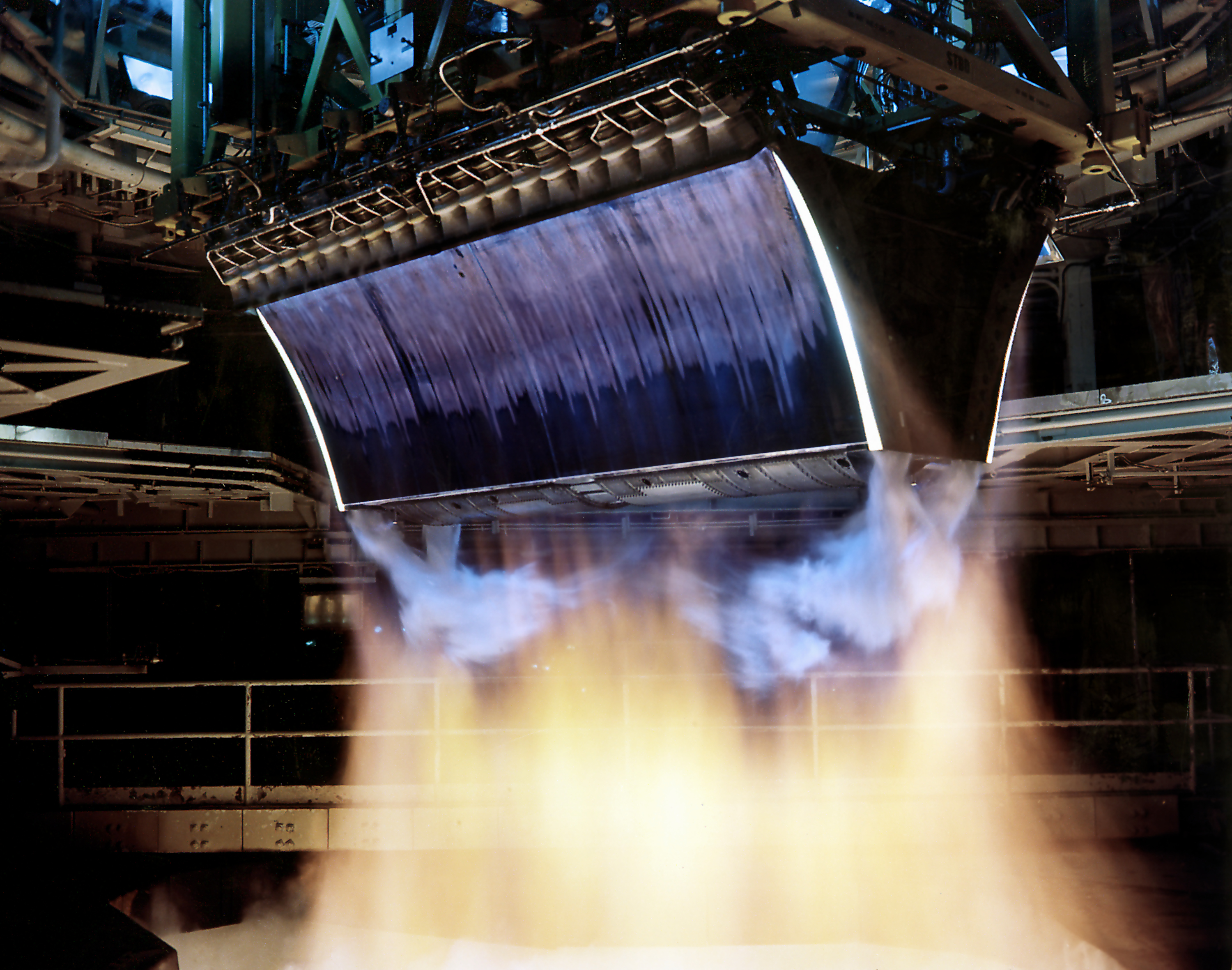
Лінійний аеродинамічний двигун для скасованого проєкту X-33.
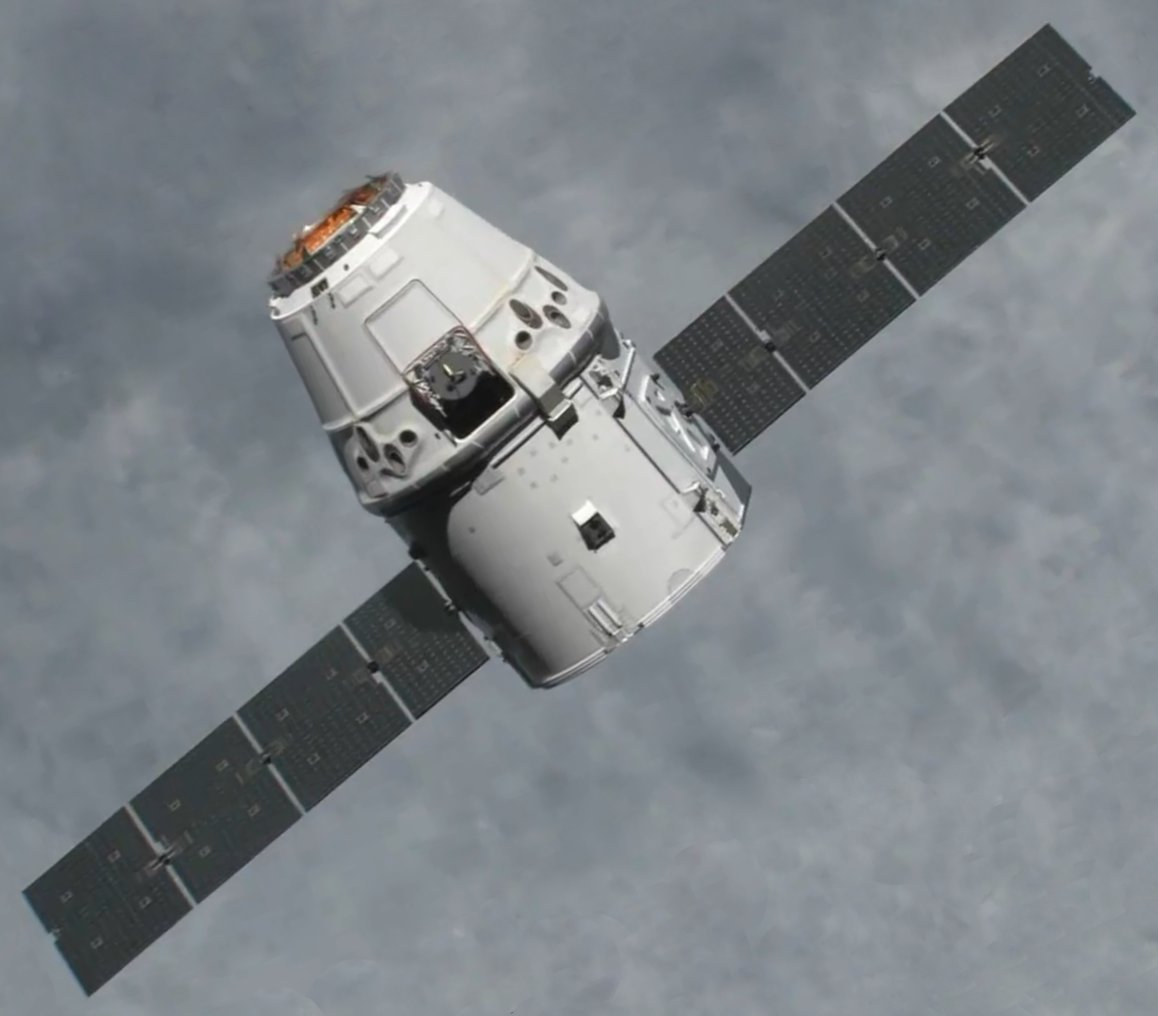
Космічний корабель Dragon, один із кількох наступників «шатлів», доставляє вантаж на МКС.
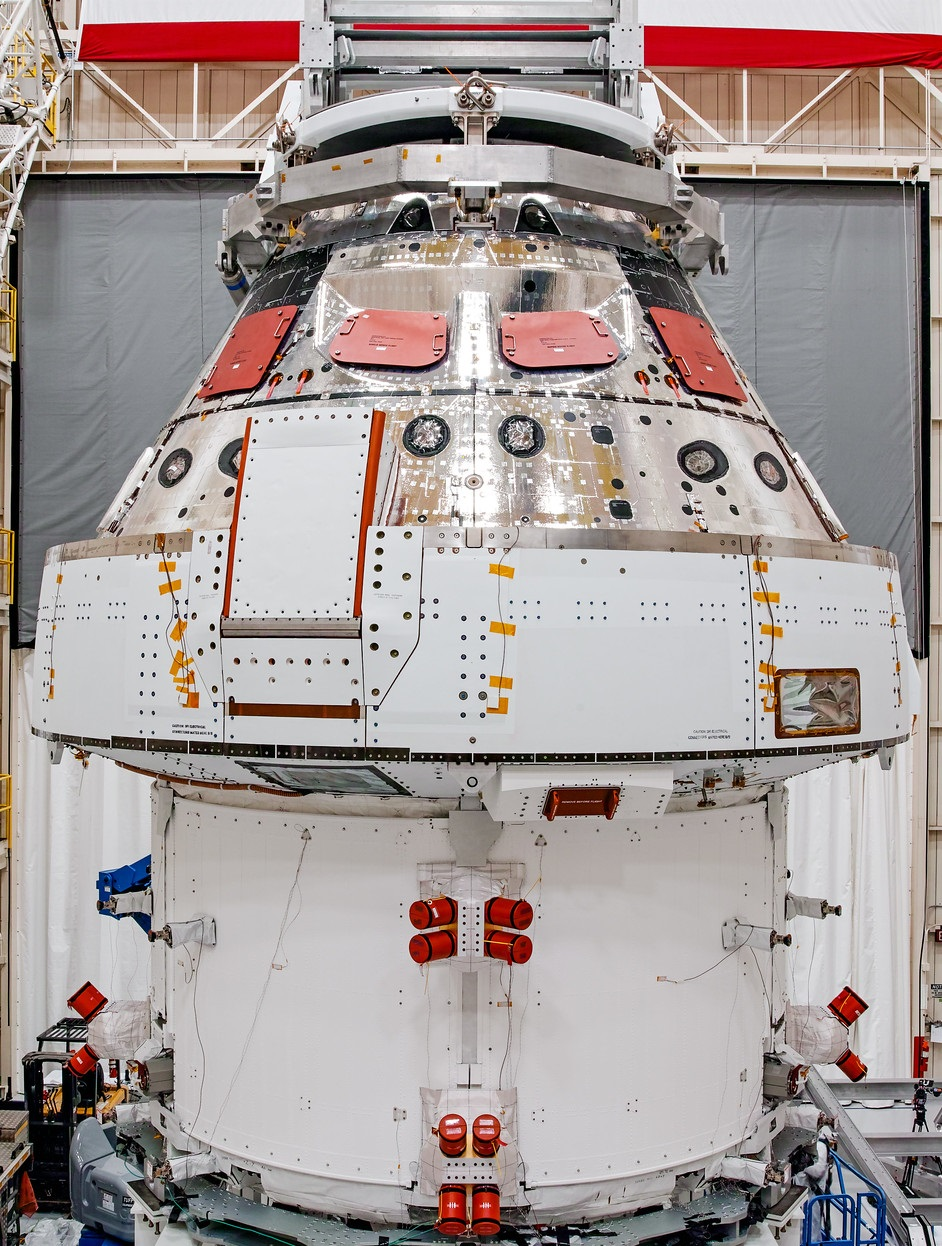
Космічний корабель НАСА «Оріон» для місії «Артеміда-1» у Плам-Бруку[en], 01.12.2019.
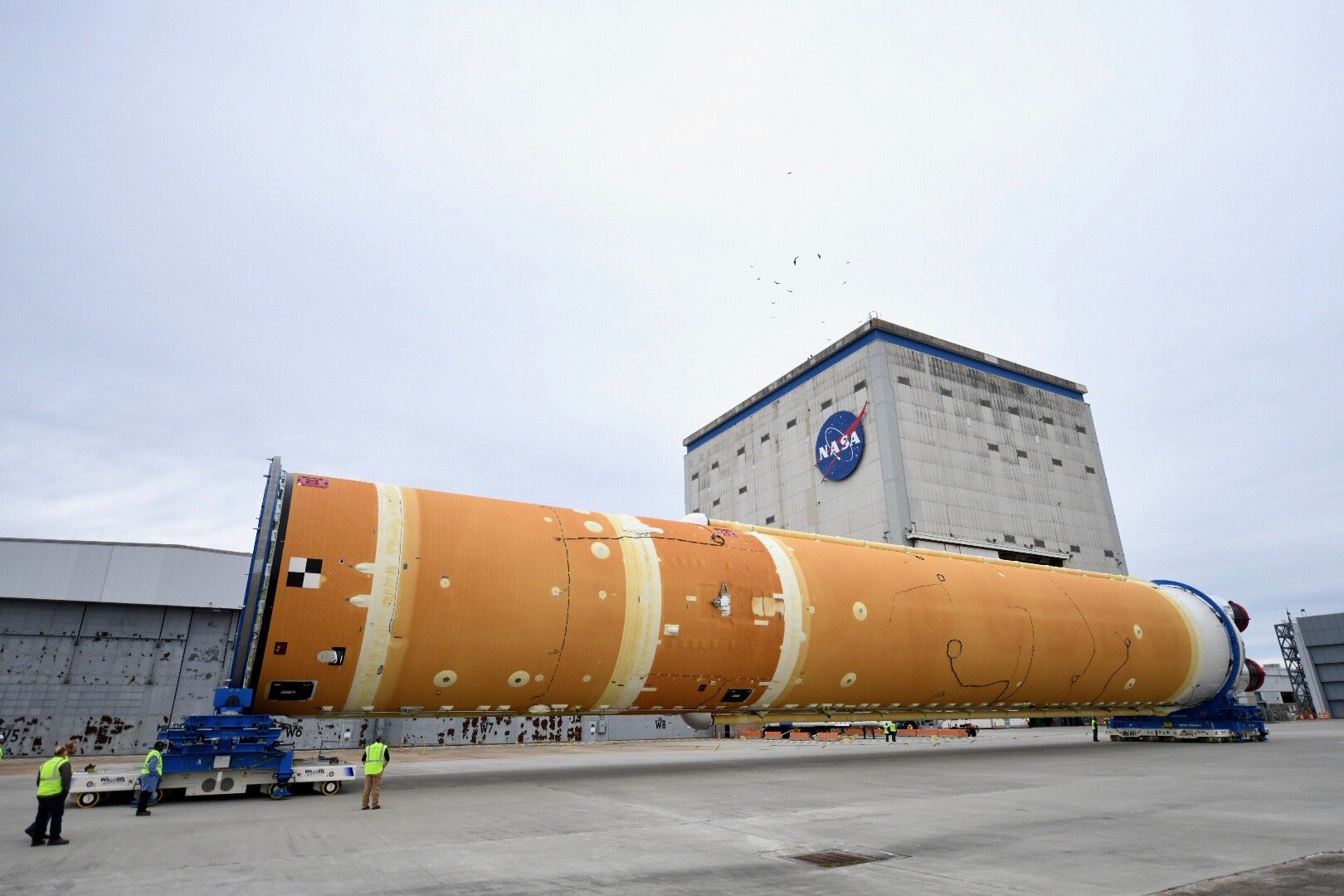
Основний ступінь ракети-носія космічної системи «Артеміда-1».
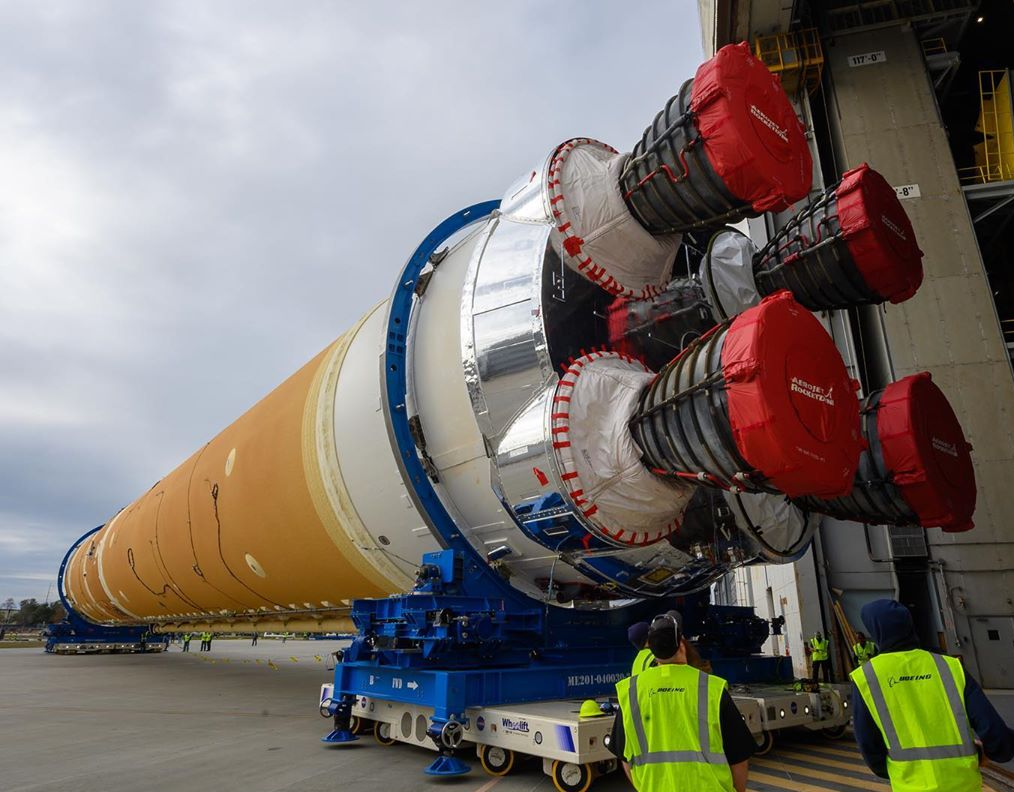
Основний ступінь космічної ракети-носія викочується зі складальної станції Мічуд для відправлення у Космічний центр імені Джона Стенніса.
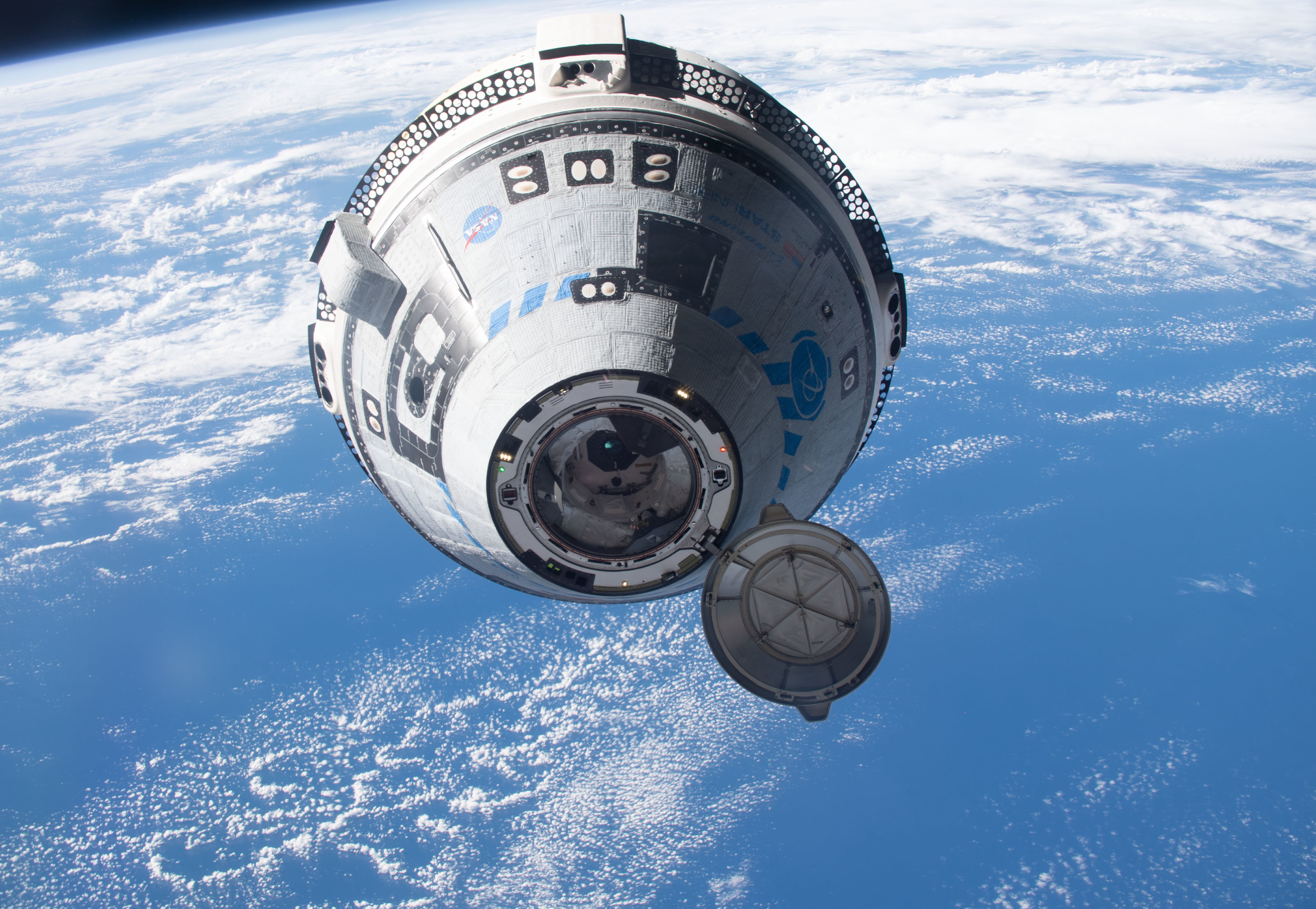
Космічний корабель Boeing CST-100 Starliner стикується з МКС.
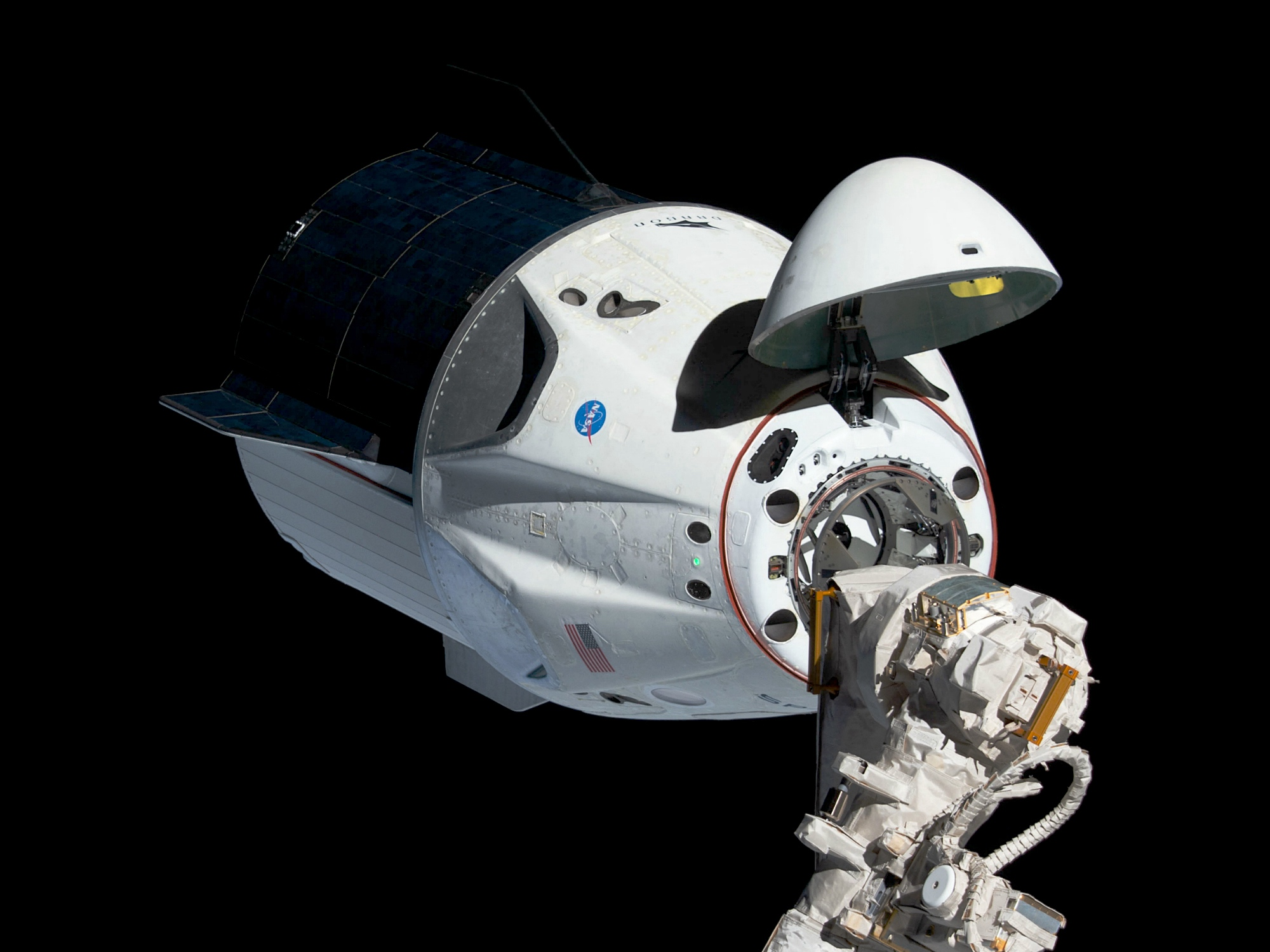
Космічний корабель SpaceX Crew Dragon стикується з МКС.

## Активи та план переходу

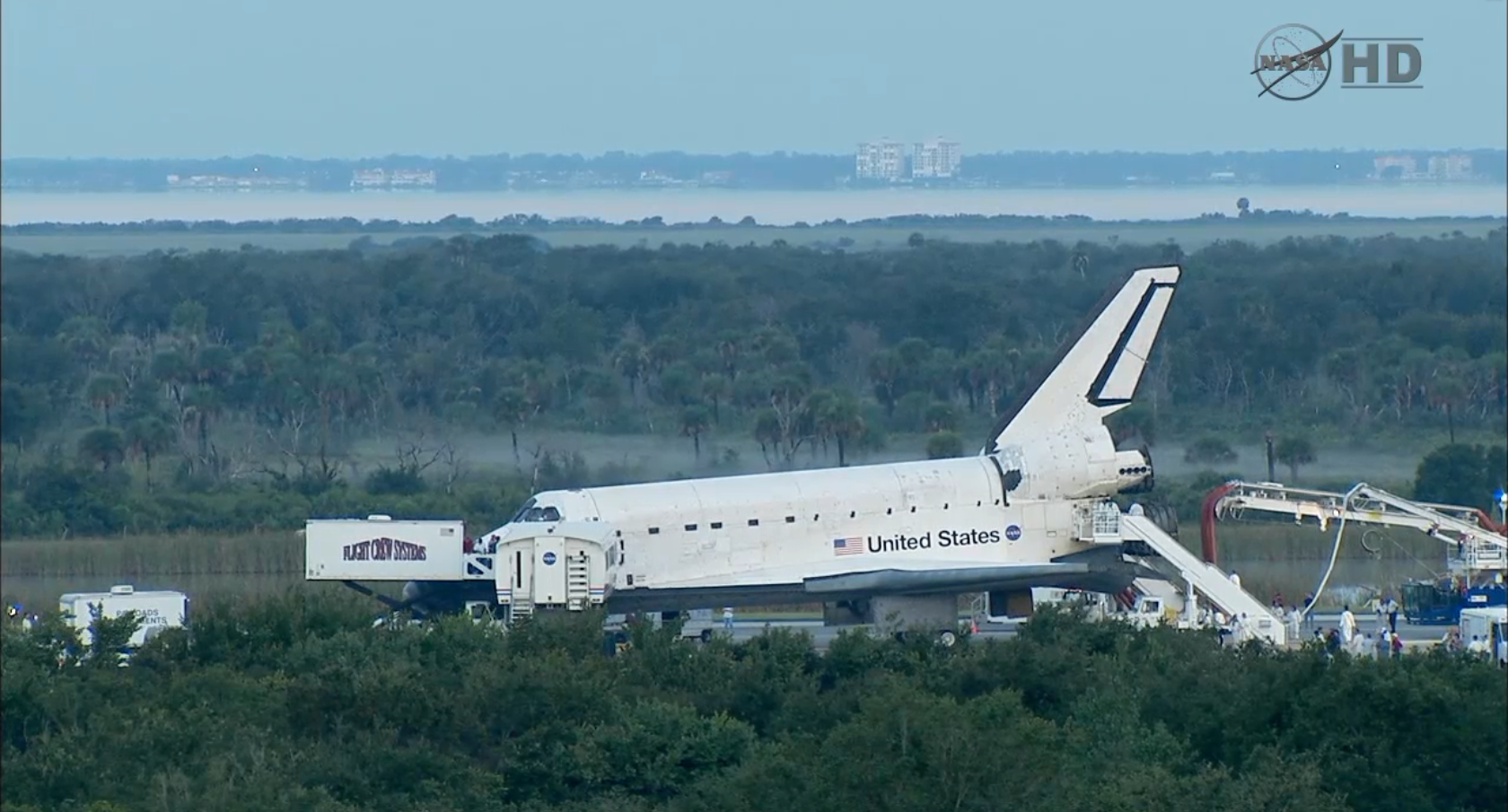
Шатл «Атлантіс» через 30 хвилин після остаточного приземлення.

У рамках програми «Спейс Шаттл» працювало понад 5000 осіб, виконували замовлення понад 654 підприємства, у ній використовувалися понад 1,2 мільйона одиниць обладнання. Загальна вартість обладнання становила понад 12 млрд дол. Об'єкти, пов'язані із шатлами, становили понад чверть інвентарю НАСА. По всій території Сполучених Штатів Америки налічувалося понад 1200 активних постачальників програми. Розроблений НАСА план переходу передбачав, що програма триватиме до 2010 року, а перехідний етап і етап виведення з експлуатації триватимуть до 2015 року. Протягом цього часу повинні були розроблятися апарати «Арес I» та «Оріон», а також місячний модуль «Альтаїр», однак згодом ці програми були скасовані.
У 2010-х роках здійснювалися дві основні програми польотів людини в космос — Commercial Crew Program (Програма комерційних польотів) і програма «Артеміда». Наприклад, пусковий комплекс 39A Космічного центру імені Кеннеді використовується для запуску ракет-носіїв Falcon 9 і Falcon Heavy.

## Критика програми
Часткова багаторазовість шатлів була однією з основних вимог до програми під час її початкової розробки. Технічні рішення, які забезпечували повернення й повторне використання орбітального корабля, зменшували можливості корисного навантаження за один запуск. Початковою ідеєю було компенсувати це зменшення за рахунок зниження витрат на запуск і високої частоти запусків. Однак фактичні витрати на один запуск шатла виявилися вищими, ніж передбачалося спочатку. Крім того, у рамках програми «Спейс Шаттл» не виконувалися заплановані 24 місії на рік, як спочатку прогнозувало НАСА.
Напочатку «Спейс Шаттл» задумувався як ракета-носій для виведення супутників на орбіту, і до катастрофи «Челленджера» він переважно для цього й використовувався. Ціни НАСА, які були нижчими за собівартість, не перевищували ціни на одноразові ракети-носії: передбачалося, що велика кількість польотів шатлів згодом компенсує початкові фінансові втрати. Удосконалення одноразових ракет-носіїв і відмова від комерційного корисного навантаження для шатлів призвели до того, що основним засобом для розгортання супутників одноразові ракети-носії стали. Ключовим замовником польотів шатлів було Національне управління повітряно-космічної розвідки (NRO), відповідальне за супутники-шпигуни. Зв'язок із NRO залишався засекреченим до 1993 року, а таємні міркування щодо вимог NRO до корисного навантаження зумовили недостатню прозорість програми. Запропонована програма «Шаттл — Центавр», скасована після катастрофи «Челленджера», вивела б космічний корабель за межі його експлуатаційних можливостей.
Фатальні катастрофи «Челленджера» і «Колумбії» продемонстрували ризики польотів на шатлах, здатні призвести до загибелі екіпажу. Конструкція орбітального корабля обмежувала можливості аварійного завершення польоту, оскільки воно вимагало керованого польоту шатла до злітно-посадкової смуги або надання екіпажу можливості покинути корабель самостійно, а не на космічних капсулах «Аполлон» і «Союз». Згідно з ранніми аналізами безпеки, оприлюдненими інженерами й керівництвом НАСА, прогнозована ймовірність катастрофічної аварії, яка призвела б до загибелі екіпажу, становила від 1 на 100 запусків до рідкісного 1 на 100 000. Після втрати двох шатлів ризики були переоцінені, і було встановлено, що ймовірність катастрофічної втрати корабля й екіпажу становить 1 до 9. Після цього керівництво НАСА критикували за те, що воно погодилося на підвищений ризик для екіпажу в обмін на збільшення частоти польотів. У звітах щодо «Челленджера» й «Колумбії» пояснювалося, що культура НАСА не змогла гарантувати безпеку екіпажу через відсутність об'єктивної оцінки потенційних ризиків місій.

## Допоміжні транспортні засоби
Для підтримки програми «Спейс Шаттл» використовувалося багато транспортних засобів, переважно наземних:
- Гусеничний транспортер: перевозив мобільну пускову платформу[en] і шатли від Будівлі для збирання космічних кораблів (VAB) до стартового майданчика № 39, який був збудований ще для космічної програми «Аполлон».
- Літаки для транспортування шатлів (SCA) являли собою два модифіковані літаки Boeing 747. Кожен із них міг доставити орбітальний корабель від місця посадки назад до Космічного центру імені Кеннеді[98]. Після закінчення їх терміну служби їх було доставлено на Авіапарк-музей імені Джо Девіса[en] в Льотно-дослідному центрі імені Армстронга[en] та Космічному центрі Х'юстона.
- Система транспортування орбітальних апаратів (Orbiter Transfer System) — 36-колісний транспортувальний причіп, спершу побудований для пускового комплексу Повітряних сил США на авіабазі Ванденберг у Каліфорнії (пізніше переобладнаний для ракет Delta IV)[105]. Транспортував орбітальні апарати від посадкового комплексу на стартовий майданчик, що давало змогу збирати й запускати ракети, не використовуючи окрему будівлю на кшталт Будівлі для збирання космічних кораблів (VAB) і «дорогу» для гусеничного транспортера. До закриття об'єкта у Ванденберзі орбітальні апарати перевозили від Центру обслуговування орбітальних кораблів (OPF) до VAB на шасі, яке піднімали лише тоді, коли орбітальний апарат приєднували до вже з'єднаних один з одним бічних прискорювачів і зовнішнього паливного бака. Причіп давав змогу транспортувати орбітальний апарат від Центру обслуговування орбітальних кораблів до Стикувально-розстикувального пристрою[en] (MDD) або до Будівлі для збирання космічних кораблів без додаткового навантаження на шасі.
- Засіб для транспортування екіпажу (Crew Transport Vehicle, CTV) — модифікований телетрап, за допомогою якого астронавти могли вийти з орбітального корабля після приземлення. Увійшовши в CTV, астронавти знімали свої скафандри й розташовувалися у кріслах і ліжках для медичного огляду, після чого їх транспортували назад до кают екіпажу в Операційно-підготовчому корпусі[en]. Спочатку побудований для проєкту «Аполлон».
- «Астрофургон» — фургон для перевезення астронавтів[en] — використовувався у дні запусків для перевезення астронавтів від кают екіпажу в Операційно-підготовчому корпусі[en] на стартовий майданчик[106]. Використовувався також для транспортування астронавтів назад, від Засобу для транспортування екіпажу на Посадковому майданчику для шатлів[en].
- Три локомотиви, які обслуговували залізницю НАСА[en] і використовувалися для транспортування сегментів твердопаливних ракетних прискорювачів Space Shuttle[107], були визнані непотрібними для щоденної експлуатації в Космічному центрі імені Кеннеді. У 2014 році локомотив № 2 було відправлено до Залізничного музею Голд-Кост[en][108]. У квітні 2015 року локомотив № 1 було відправлено до порту округу Накетош (Луїзіана), а № 3 — до залізниці Медісона[en].

|  |  |  |